# Wielka Brytania na Letnich Igrzyskach Olimpijskich 1908
Wielką Brytanię na IV Letnich Igrzyskach Olimpijskich w roku 1908 w Londynie reprezentowało 735 sportowców (696 mężczyzn i 39 kobiet), startujących w 24 dyscyplinach. Reprezentacja Wielkiej Brytanii zdobyła 145 medali, co jest najlepszym wynikiem w całych dotychczasowych startach na igrzyskach olimpijskich.

## Zdobyte medale
| Medal  | Zawodnik | Dyscyplina           | Konkurencja                                                | Rezultat                                                      |
| ------ | --- | -------------------- | ---------------------------------------------------------- | ------------------------------------------------------------- |
| Złoto  | Harry Thomas | Boks                 | kategoria do 52,62 kg                                      | w finale pokonał swojego rodaka Johna Condona                 |
| Złoto  | Richard Gunn | Boks                 | kategoria 57,15 kg                                         | w finale pokonał Charlesa Morrisa                             |
| Złoto  | Frederick Grace | Boks                 | kategoria 63,5 kg                                          | w finale pokonał Fredericka Spillera                          |
| Złoto  | John Douglas | Boks                 | kategoria średnia                                          | w finale pokonał Snowy’ego Bakera z Australazji               |
| Złoto  | Albert Oldman | Boks                 | kategoria ciężka                                           | w finale pokonał Sidneya Evansa                               |
| Złoto  | Louis Baillon Harry Freeman Eric Green Gerald Logan Alan Noble Edgar Page Reggie Pridmore Percy Rees John Robinson Stanley Shoveller Harvey Wood                                                                        | Hokej na trawie      | turniej mężczyzn (jako drużyna Anglii)                     | w finale pokonali drużynę Irlandii 8-1                        |
| Złoto  | Victor Johnson | Kolarstwo            | wyścig na 660 jardów mężczyzn                              | 51,2 s                                                        |
| Złoto  | Leon Meredith Benjamin Jones Ernest Payne Clarence Kingsbury | Kolarstwo            | wyścig na dochodzenie na 1980 jardów drużynowo             | 2:18,60                                                       |
| Złoto  | Benjamin Jones | Kolarstwo            | wyścig na 5000 m mężczyzn                                  | 8:36,20                                                       |
| Złoto  | Clarence Kingsbury | Kolarstwo            | wyścig na 20 km mężczyzn                                   | 34:13,60                                                      |
| Złoto  | Charles Bartlett | Kolarstwo            | wyścig na 100 km mężczyzn                                  | 2:41:48,60 h                                                  |
| Złoto  | Wyndham Halswelle | Lekkoatletyka        | bieg na 400 m mężczyzn                                     |                                                               |
| Złoto  | Joseph Deakin Archie Robertson William Coales Harold Wilson | Lekkoatletyka        | bieg na 3 mile mężczyzn drużynowo                          |                                                               |
| Złoto  | Emil Voigt | Lekkoatletyka        | bieg na 5 mil mężczyzn                                     | 25:11,20                                                      |
| Złoto  | Arthur Russell | Lekkoatletyka        | bieg na 3200 m z przeszkodami                              | 10:47,80                                                      |
| Złoto  | George Larner | Lekkoatletyka        | chód na 3500 m mężczyzn                                    | 14:55,0                                                       |
| Złoto  | George Larner | Lekkoatletyka        | chód na 10 mil mężczyzn                                    | 1:15:57,40 h                                                  |
| Złoto  | Timothy Ahearne | Lekkoatletyka        | trójskok mężczyzn                                          | 14,92 m                                                       |
| Złoto  | William Dod | Łucznictwo           | runda podwójna mężczyzn                                    | 815 pkt                                                       |
| Złoto  | Sybil Newall | Łucznictwo           | runda podwójna kobiet                                      | 688 pkt                                                       |
| Złoto  | Madge Syers-Cave | Łyżwiarstwo figurowe | solistki                                                   |                                                               |
| Złoto  | Horace Bailey Walter Corbet Herbert Smith Kenneth Hunt Frederick Chapman Robert Hawkes Arthur Berry Vivian Woodward Henry Stapley Clyde Purnell Harold Hardman                                                          | Piłka nożna          | turniej mężczyzn                                           | w finale pokonali drużynę Danii 2:0                           |
| Złoto  | George Cornet Charles Forsyth George Nevinson Paul Radmilovic Charles Smith Thomas Thould George Wilkinson | Piłka wodna          | turniej mężczyzn                                           | w finale pokonali zespół Belgii 9:2                           |
| Złoto  | Henry Taylor | Pływanie             | 400 m stylem dowolnym mężczyzn                             | 5:36,80                                                       |
| Złoto  | Henry Taylor | Pływanie             | 1500 m stylem dowolnym mężczyzn                            | 22:48,4                                                       |
| Złoto  | Henry Taylor John Derbyshire Paul Radmilovic William Foster | Pływanie             | sztafeta 4 × 200 m stylem dowolnym                         | 10:55,6                                                       |
| Złoto  | Frederick Holman | Pływanie             | 200 m stylem klasycznym                                    | 3:09,20                                                       |
| Złoto  | George Miller Patteson Nickalls Herbert Wilson Charles Miller | Polo                 | turniej mężczyzn (jako drużyna Roehampton)                 |                                                               |
| Złoto  | Ned Barrett Frederick Goodfellow William Hirons Frederick Humphreys Albert Ireton Frederick Merriman Edwin Mills James Shepherd                                                                                         | Przeciąganie liny    | drużyna London City Police                                 |                                                               |
| Złoto  | Evan Noel | Rackets              | gra pojedyncza mężczyzn                                    |                                                               |
| Złoto  | Vane Pennell John Jacob Astor | Rackets              | gra podwójna mężczyzn                                      |                                                               |
| Złoto  | Thomas Thornycroft Bernard Redwood John Field-Richards | Sporty motorowodne   | Klasa B poniżej 60 stóp                                    | 2:28:58,8 h                                                   |
| Złoto  | Thomas Thornycroft Bernard Redwood John Field-Richards | Sporty motorowodne   | Klasa C – 6,5 – 8 m                                        | 2:28:26 h                                                     |
| Złoto  | Joshua Millner | Strzelectwo          | karabin dowolny 1000 jardów mężczyzn                       | 98 pkt                                                        |
| Złoto  | Arthur Carnell | Strzelectwo          | karabin małokalibrowy leżąc 50 i 100 jardów mężczyzn       | 387 pkt                                                       |
| Złoto  | Maurice Matthews Harry Humby William Pimm Edward Amoore | Strzelectwo          | karabin małokalibrowy 50 i 100 jardów drużynowo            | 771 pkt                                                       |
| Złoto  | William Styles | Strzelectwo          | karabin małokalibrowy znikający obiekt 25 jardów           | 45 pkt                                                        |
| Złoto  | John Fleming | Strzelectwo          | karabin małokalibrowy obiekt poruszający się 25 jardów     |                                                               |
| Złoto  | Alexander Maunder James Pike Charles Palmer John Postans Frederic Moore Peter Easte | Strzelectwo          | trap mężczyzn drużynowo                                    | 407 pkt                                                       |
| Złoto  | Josiah Ritchie | Tenis ziemny         | gra pojedyncza mężczyzn                                    |                                                               |
| Złoto  | Arthur Gore | Tenis ziemny         | halowa gra pojedyncza mężczyzn                             |                                                               |
| Złoto  | Arthur Gore Herbert Barrett | Tenis ziemny         | halowa gra podwójna mężczyzn                               |                                                               |
| Złoto  | Reginald Doherty George Hillyard | Tenis ziemny         | gra podwójna mężczyzn                                      |                                                               |
| Złoto  | Dorothea Douglass Chambers | Tenis ziemny         | gra pojedyncza kobiet                                      |                                                               |
| Złoto  | Gladys Eastlake-Smith | Tenis ziemny         | halowa gra pojedyncza kobiet                               |                                                               |
| Złoto  | Harry Blackstaffe | Wioślarstwo          | jedynka mężczyzn                                           | 9:26,00                                                       |
| Złoto  | John Fenning Gordon Thomson | Wioślarstwo          | dwójka bez sternika                                        | 9:41,00                                                       |
| Złoto  | Collier Cudmore James Angus Gillan Duncan Mackinnon John Somers-Smith | Wioślarstwo          | czwórka bez sternika                                       | 8:34,00                                                       |
| Złoto  | Albert Gladstone Frederick Kelly Banner Johnstone Guy Nickalls Charles Burnell Ronald Sanderson Raymond Etherington-Smith Henry Bucknall Gilchrist Maclagan                                                             | Wioślarstwo          | ósemka mężczyzn                                            | 7:52,00                                                       |
| Złoto  | George de Relwyskow | Zapasy               | styl wolny kategoria lekka mężczyzn                        | w finale pokonał Williama Wooda                               |
| Złoto  | Stanley Bacon | Zapasy               | styl wolny kategoria średnia mężczyzn                      | w finale pokonał George’a de Relwyskowa                       |
| Złoto  | Con O’Kelly Sr. | Zapasy               | styl wolny kategoria ciężka mężczyzn                       | w finale pokonał Norwega Jacoba Gundersena                    |
| Złoto  | Gilbert Laws Thomas McMeekin Charles Crichton | Żeglarstwo           | Klasa jachtów 6 metrowych                                  | na łodzi Dormy                                                |
| Złoto  | Charles Rivett-Carnac Richard Dixon Frederick Bingley Frances Rivett-Carnac | Żeglarstwo           | Klasa jachtów 7 metrowych                                  | na łodzi Heroine                                              |
| Złoto  | Blair Cochrane Arthur Wood Henry Sutton John Rhodes Charles Campbell | Żeglarstwo           | klasa jachtów 8 metrowych                                  | na łodzi Cobweb                                               |
| Złoto  | Thomas Glen-Coats Arthur Downes John Downes John Buchanan David Dunlop John Mackenzie Thomas Tait James Bunten Albert Martin Robert Aspin                                                                               | Żeglarstwo           | Klasa jachtów 12 metrowych                                 | na łodzi Hera                                                 |
| Srebro | John Condon | Boks                 | kategoria 52,62 kg                                         | w finale uległ rodakowi Henry’emu Thomasowi                   |
| Srebro | Charles Morris | Boks                 | kategoria 57,15 kg                                         | w finale uległ Richardowi Gunnowi                             |
| Srebro | Frederick Spiller | Boks                 | kategoria do 63,50 kg                                      | w finale uległ Frederickowi Grace’owi                         |
| Srebro | Sidney Evans | Boks                 | kategoria ciężka                                           | w finale uległ Albertowi Oldmanowi                            |
| Srebro | Walter Tysall | Gimnastyka           | wielobój mężczyzn indywidualnie                            | 312 pkt                                                       |
| Srebro | Edward Allman-Smith Henry Brown Walter Campbell William Graham Richard Gregg Edward Holmes Robert Kennedy Harold Murphy Jack Peterson Walter Peterson Charles Power Franks Robinson                                     | Hokej na trawie      | turniej mężczyzn (jako drużyna Irlandii)                   | w finale ulegli drużynie Anglii 1:8                           |
| Srebro | Eustace Miles | Jeu de paume         | gra pojedyncza mężczyzn                                    | w finale przegrał z Amerykaninem Jayem Gouldem 0:3            |
| Srebro | Benjamin Jones | Kolarstwo            | wyścig na 20 km mężczyzn                                   |                                                               |
| Srebro | Frederick Hamlin Thomas Johnson | Kolarstwo            | wyścig tandemów mężczyzn na 2000 m                         |                                                               |
| Srebro | Charles Denny | Kolarstwo            | wyścig na 100 km mężczyzn                                  |                                                               |
| Srebro | George Alexander George Buckland Eric Dutton Sydney Hayes Wilfrid Johnson Edward Jones Reginald Martin Gerald Mason Johnson Parker-Smith Hubert Ramsey Charles Scott Norman Whitley                                     | Lacrosse             | turniej mężczyzn                                           | w finale ulegli drużynie Kanady 10:14                         |
| Srebro | Harold Wilson | Lekkoatletyka        | bieg na 1500 m mężczyzn                                    | 4:03,6                                                        |
| Srebro | Edward Owen | Lekkoatletyka        | bieg na 5 mil mężczyzn                                     | 25:24,0                                                       |
| Srebro | Archie Robertson | Lekkoatletyka        | bieg na 3200 m z przeszkodami                              | 10:48,8                                                       |
| Srebro | Ernest Webb | Lekkoatletyka        | chód na 3500 m mężczyzn                                    | 15:07,40                                                      |
| Srebro | Ernest Webb | Lekkoatletyka        | chód na 10 mil mężczyzn                                    | 1:17:31,0 h                                                   |
| Srebro | Cornelius Leahy | Lekkoatletyka        | skok wzwyż mężczyzn                                        | 1,88 m                                                        |
| Srebro | Denis Horgan | Lekkoatletyka        | pchnięcie kulą mężczyzn                                    | 13,62 m                                                       |
| Srebro | Reginald Brooks-King | Łucznictwo           | runda podwójna mężczyzn                                    | 768 pkt                                                       |
| Srebro | Lottie Dod | Łucznictwo           | runda podwójna kobiet                                      | 642 pkt                                                       |
| Srebro | Arthur Cumming | Łyżwiarstwo figurowe | pokaz specjalny mężczyzn                                   |                                                               |
| Srebro | Phyllis Johnson James Johnson | Łyżwiarstwo figurowe | pary                                                       |                                                               |
| Srebro | William Robinson | Pływanie             | 200 m stylem klasycznym                                    | 3:12,80                                                       |
| Srebro | Thomas Battersby | Pływanie             | 1500 m stylem dowolnym                                     | 22:51,20                                                      |
| Srebro | Hardress Lloyd John McCann Auston Rotheram Percy O’Reilly | Polo                 | turniej mężczyzn (jako drużyna Irlandii)                   |                                                               |
| Srebro | Walter Buckmaster Frederick Freake Walter Jones John Wodehouse | Polo                 | turniej mężczyzn (jako drużyna Hurlingham)                 |                                                               |
| Srebro | Thomas Butler James Clark William Greggan Alexander Kidd Daniel Lowey Patrick Philbin George Smith Thomas Swindlehurst                                                                                                  | Przeciąganie liny    | jako drużyna Liverpool Police Team                         |                                                               |
| Srebro | Henry Leaf | Rackets              | gra pojedyncza mężczyzn                                    |                                                               |
| Srebro | Edmond Bury Cecil Browning | Rackets              | gra podwójna mężczyzn                                      |                                                               |
| Srebro | James Davey Frederick Dean Edward Jackett Richard Jackett Edwin Jones James Jose Arthur Lawry Charles Marshall Bert Solomon Barney Solomon Nicholas Tregurtha Joe Trevaskis Thomas Wedge Thomas Willcocks Arthur Wilson | Rugby union          | turniej mężczyzn                                           | w finale przegrali z drużyną Australazji 3:32                 |
| Srebro | Edgar Amphlett Leaf Daniell Cecil Haig Robert Montgomerie Martin Holt Edgar Seligman | Szermierka           | szpada mężczyzn drużynowo                                  |                                                               |
| Srebro | Walter Ellicott Charles Nix William Lane-Joynt Ted Ranken | Strzelectwo          | Strzelanie do sylwetki jelenia pojedynczy strzał drużynowo | 85 pkt                                                        |
| Srebro | Harcourt Ommundsen Fleetwood Varley Arthur Fulton Philip Richardson Walter Padgett John Martin | Strzelectwo          | karabin wojskowy 200,500,600,800,900,1000 jardów drużynowo | 2496 pkt                                                      |
| Srebro | Harry Humby | Strzelectwo          | karabin małokalibrowy leżąc 50 i 100 jardów                | 386 pkt                                                       |
| Srebro | Maurice Matthews | Strzelectwo          | karabin małokalibrowy obiekt poruszający się 25 jardów     | 42 pkt                                                        |
| Srebro | Harold Hawkins | Strzelectwo          | karabin małokalibrowy znikający obiekt 25 jardów           |                                                               |
| Srebro | Ted Ranken | Strzelectwo          | Strzelanie do sylwetki jelenia pojedynczy strzał           |                                                               |
| Srebro | Ted Ranken | Strzelectwo          | Strzelanie do sylwetki jelenia runda podwójna              |                                                               |
| Srebro | Josiah Ritchie James Parke | Tenis ziemny         | gra podwójna mężczyzn                                      |                                                               |
| Srebro | George Caridia | Tenis ziemny         | halowa gra pojedyncza mężczyzn                             |                                                               |
| Srebro | George Caridia George Simond | Tenis ziemny         | halowa gra podwójna mężczyzn                               |                                                               |
| Srebro | Penelpoe Boothby | Tenis ziemny         | gra pojedyncza kobiet                                      |                                                               |
| Srebro | Angela Greene | Tenis ziemny         | halowa gra pojedyncza kobiet                               |                                                               |
| Srebro | Harold Barker Philip Filleul John Fenning Gordon Thomson | Wioślarstwo          | czwórka bez sternika mężczyzn                              |                                                               |
| Srebro | Alexander McCulloch | Wioślarstwo          | jedynka mężczyzn                                           |                                                               |
| Srebro | George Fairbairn Philip Verdon | Wioślarstwo          | dwójka bez sternika                                        |                                                               |
| Srebro | William Press | Zapasy               | styl wolny kategoria kogucia mężczyzn                      | w finale uległ Amerykaninowi George’owi Mehnertowi            |
| Srebro | John Slim | Zapasy               | styl wolny kategoria piórkowa mężczyzn                     | w finale uległ Amerykaninowi George’owi Dole’owi              |
| Srebro | William Wood | Zapasy               | styl wolny kategoria lekka mężczyzn                        | w finale uległ George’owi de Relwyskowowi                     |
| Srebro | George de Relwyskow | Zapasy               | styl wolny kategoria średnia mężczyzn                      | w finale uległ Stanleyowi Baconowi                            |
| Srebro | Charles MacIver Charles Ronald MacIver James Baxter William Davidson James Spence Thomas Littledale John Jellico Colin McLeod Robertson John Graham Kenion J.A. Gardiner                                                | Żeglarstwo           | Klasa jachtów 12 metrowych                                 | na jachcie Mouchette                                          |
| Brąz   | William Webb | Boks                 | kategoria 52,62 kg                                         |                                                               |
| Brąz   | Hugh Roddin | Boks                 | kategoria 57,15 kg                                         |                                                               |
| Brąz   | Harry Johnson | Boks                 | kategoria do 63,5 kg                                       |                                                               |
| Brąz   | William Philo | Boks                 | kategoria średnia                                          |                                                               |
| Brąz   | Frank Parks | Boks                 | kategoria ciężka                                           |                                                               |
| Brąz   | Alexander Burt John Burt Alastair Denniston Charles Foulkes Hew Fraser James Harper-Orr Ivan Laing Hugh Neilson Gordon Orchardson Norman Stevenson Hugh Walker                                                          | Hokej na trawie      | turniej mężczyzn (jako drużyna Szkocji)                    |                                                               |
| Brąz   | Frank Connah Llewellyn Evans Arthur Law Robert Lyne Wilfred Pallot Frederick Phillips Edwin Richards Charles Shepherd Philip Turnbull Bertrand Turnbull Ralph Williams                                                  | Hokej na trawie      | turniej mężczyzn (jako drużyna Walii)                      |                                                               |
| Brąz   | Neville Bulwer-Lytton | Jeu de paume         | gra pojedyncza mężczyzn                                    | w meczu o 3. miejsce pokonał Brytyjczyka Arthura Page’a 3:0   |
| Brąz   | Charles Brooks William Isaacs | Kolarstwo            | wyścig tandemów mężczyzn na 2000 m                         |                                                               |
| Brąz   | Norman Hallows | Lekkoatletyka        | bieg na 1500 m mężczyzn                                    | 4:04,00                                                       |
| Brąz   | Leonard Tremeer | Lekkoatletyka        | bieg na 400 m przez płotki                                 | 57,0 s                                                        |
| Brąz   | Edward Spencer | Lekkoatletyka        | chód na 10 mil mężczyzn                                    | 1:21:20,2 h                                                   |
| Brąz   | Beatrice Hill-Lowe | Łucznictwo           | runda podwójna kobiet                                      | 618 pkt                                                       |
| Brąz   | Madge Syers-Cave Edgar Syers | Łyżwiarstwo figurowe | pary                                                       |                                                               |
| Brąz   | Dorothy Greenhough-Smith | Łyżwiarstwo figurowe | solistki                                                   |                                                               |
| Brąz   | Herbert Haresnape | Pływanie             | 100 m stylem grzbietowym                                   | 1:27,0                                                        |
| Brąz   | Ned Barrett | Zapasy               | styl wolny kategoria ciężka (powyżej 73 kg) mężczyźni      |                                                               |
| Brąz   | Walter Chaffe Joseph Dowler Ernest Ebbage Thomas Homewood Alexander Munro William Slade William Tammas James Woodget | Przeciąganie liny    | jako drużyna K.Division Metropolitan Police Team           |                                                               |
| Brąz   | John Jacob Astor | Rackets              | gra pojedyncza mężczyzn                                    |                                                               |
| Brąz   | Henry Brougham | Rackets              | gra pojedyncza mężczyzn                                    |                                                               |
| Brąz   | Evan Noel Henry Leaf | Rackets              | gra podwójna mężczyzn                                      |                                                               |
| Brąz   | Jesse Wallingford Geoffrey Coles Henry Lynch-Staunton Walter Ellicott | Strzelectwo          | pistolet dowolny mężczyzn drużynowo                        | 1817 pkt                                                      |
| Brąz   | Maurice Blood | Strzelectwo          | karabin dowolny 1000 jardów mężczyzn                       | 92 pkt                                                        |
| Brąz   | George Barnes | Strzelectwo          | Karabin małokalibrowy leżąc 50 i 100 jardów                | 385 pkt                                                       |
| Brąz   | Edward Amoore | Strzelectwo          | karabin małokalibrowy znikający obiekt 25 jardów           |                                                               |
| Brąz   | William Marsden | Strzelectwo          | karabin małokalibrowy obiekt poruszający się 25 jardów     |                                                               |
| Brąz   | Alexander Rogers | Strzelectwo          | Strzelanie do sylwetki jelenia pojedynczy strzał           |                                                               |
| Brąz   | Alexander Maunder | Strzelectwo          | trap mężczyzn                                              | 57 pkt                                                        |
| Brąz   | George Whitaker Gerald Skinner John Butt William Morris Harold Creasey Richard Hutton | Strzelectwo          | trap mężczyzn drużynowo                                    | 372 pkt                                                       |
| Brąz   | Josiah Ritchie | Tenis ziemny         | halowa gra pojedyncza mężczyzn                             |                                                               |
| Brąz   | Wilberforce Eaves | Tenis ziemny         | gra pojedyncza mężczyzn                                    |                                                               |
| Brąz   | Clement Cazalet Charles Dixon | Tenis ziemny         | gra podwójna mężczyzn                                      |                                                               |
| Brąz   | Joan Winch | Tenis ziemny         | gra pojedyncza kobiet                                      |                                                               |
| Brąz   | Frank Jerwood Eric Powell Oswald Carver Edward Williams Henry Goldsmith Harold Kitching John Burn Douglas Stuart Richard Boyle                                                                                          | Wioślarstwo          | ósemka mężczyzn                                            |                                                               |
| Brąz   | William McKie | Zapasy               | styl wolny kategoria piórkowa mężczyzn                     | w walce o 3. miejsce pokonał rodaka Williama Tagga            |
| Brąz   | Arthur Gingell | Zapasy               | styl wolny kategoria lekka mężczyzn                        | w walce o 3. miejsce pokonał Brytyjczyka George’a MacKenziego |
| Brąz   | Frederick Beck | Zapasy               | styl wolny kategoria średnia mężczyzn                      |                                                               |
| Brąz   | Philip Hunloke Alfred Hughes Frederick Hughes George Ratsey William Ward | Żeglarstwo           | Klasa jachtów 8 metrowych                                  | na łodzi Sorais-2                                             |

## Skład kadry

### Boks
| Konkurencja   | Zawodnik          | 1 Runda             | Ćwierćfinał         | Półfinał            | Finał/3. miejsce    | Finał/3. miejsce |
| Konkurencja   | Zawodnik          | Przeciwnik Wynik    | Przeciwnik Wynik    | Przeciwnik Wynik    | Przeciwnik Wynik    | Miejsce          |
| ------------- | ----------------- | ------------------- | ------------------- | ------------------- | ------------------- | ---------------- |
| waga kogucia  | John Condon       |                     | Philippe Mazoir W   | William Webb W      | Henry Thomas P      | srebro           |
| waga kogucia  | William Webb      |                     | Henry Perry W       | John Condon P       | Nie awansował       | brąz             |
| waga kogucia  | Henry Perry       |                     | William Webb P      | Nie awansował       | Nie awansował       | 4.               |
| waga kogucia  | Henry Thomas      |                     | Frank McGurk W      | wolny los           | John Condon W       | złoto            |
| waga kogucia  | Frank McGurk      |                     | Henry Thomas P      | Nie awansował       | Nie awansował       | 4.               |
| waga piórkowa | Thomas Ringer     |                     | Louis Constant W    | Richard Gunn P      | Nie awansował       | 4.               |
| waga piórkowa | Richard Gunn      |                     | Étienne Poillot W   | Thomas Ringer W     | Charles Morris W    | złoto            |
| waga piórkowa | Charles Morris    |                     | Edward Adams W      | Hugh Roddin W       | Richard Gunn P      | srebro           |
| waga piórkowa | Hugh Roddin       |                     | John Lloyd W        | Charles Morris P    | Nie awansował       | brąz             |
| waga piórkowa | Edward Adams      |                     | Charles Morris P    | Nie awansował       | Nie awansował       | 5.               |
| waga piórkowa | John Lloyd        |                     | Hugh Roddin P       | Nie awansował       | Nie awansował       | 5.               |
| waga lekka    | Harry Johnson     | Hemming Hansen W    | Harold Holmes W     | Frederick Spiller P | Niue awansował      | brąz             |
| waga lekka    | Harold Holmes     | Alfred Bouvier W    | Harry Johnson P     | Nie awansował       | Nie awansował       | 4.               |
| waga lekka    | George Jessup     | Frederick Osborne W | Frederick Spiller P | Nie awansował       | Nie awansował       | 4.               |
| waga lekka    | Frederick Osborne | George Jessup P     | Nie awansował       | Nie awansował       | Nie awansował       | 7.               |
| waga lekka    | Frederick Spiller | Patrick Fee W       | George Jessup W     | Harry Johnson W     | Frederick Grace W   | srebro           |
| waga lekka    | Patrick Fee       | Frederick Spiller P | Nie awansował       | Nie awansował       | Nie awansował       | 7.               |
| waga lekka    | Frederick Grace   | Edward Fearman W    | Matt Wells W        | wolny los           | Frederick Spiller W | złoto            |
| waga lekka    | Matt Wells        | Waldemar Holberg W  | Frederick Grace P   | Nie awansował       | Nie awansował       | 4.               |
| waga lekka    | Edward Fearman    | Frederick Grace P   | Nie awansował       | Nie awansował       | Nie awansował       | 7.               |
| waga średnia  | William Child     | Gaston Aspa W       | Reginald Baker P    | Nie awansował       | Nie awansował       | 5.               |
| waga średnia  | William Dees      | Reginald Baker P    | Nie awansował       | Nie awansował       | Nie awansował       | 6.               |
| waga średnia  | William Philo     | Arthur Murdoch W    | wolny los           | Reginald Baker P    | Nie awansował       | brąz             |
| waga średnia  | Arthur Murdoch    | William Philo P     | Nie awansował       | Nie awansował       | Nie awansował       | 6.               |
| waga średnia  | Ruben Warnes      | Charles Morard W    | wolny los           | Johnny Douglas W    | Nie awansował       | 4                |
| waga średnia  | Johnny Douglas    | René Doudelle W     | wolny los           | Ruben Warnes W      | Reginald Baker W    | złoto            |
| waga ciężka   | Sidney Evans      |                     | Albert Ireton W     | Frank Parks W       | Albert Oldman P     | srebro           |
| waga ciężka   | Albert Ireton     |                     | Sidney Evans P      | Nie awansował       | Nie awansował       | 5.               |
| waga ciężka   | Frank Parks       |                     | Harold Brewer W     | Sidney Evans P      | Nie awansował       | brąz             |
| waga ciężka   | Albert Oldman     |                     | Isaac Myrams W      | wolny los           | Sidney Evans W      | złoto            |
| waga ciężka   | Harold Brewer     |                     | Frank Parks P       | Nie awansował       | Nie awansował       | 5.               |
| waga ciężka   | Isaac Myrams      |                     | Albert Oldman P     | Nie awansował       | Nie awansował       | 5.               |

### Gimnastyka
| Zawodnik | Konkurencja            | Finał  | Finał   |
| Zawodnik | Konkurencja            | Wynik  | Miejsce |
| --- | ---------------------- | ------ | ------- |
| Walter Tysall | wielobój indywidualnie | 312    | srebro  |
| Samuel Hodgetts | wielobój indywidualnie | 266    | 6.      |
| Edward Potts | wielobój indywidualnie | 252,5  | 9.      |
| George Bailey | wielobój indywidualnie | 246    | 12.     |
| Franklin Dick | wielobój indywidualnie | 233,5  | 16.     |
| Arthur Hodges | wielobój indywidualnie | 233,5  | 16.     |
| William Watters | wielobój indywidualnie | 225,50 | 23.     |
| James Graham | wielobój indywidualnie | 225    | 24.     |
| Joseph Cook | wielobój indywidualnie | 213    | 31.     |
| George Meade | wielobój indywidualnie | 205    | 37.     |
| Edgar Dyson | wielobój indywidualnie | 195,5  | 42.     |
| Sidney Domville | wielobój indywidualnie | 193,75 | 45.     |
| Robert Hanley | wielobój indywidualnie | 193,5  | 46.     |
| John Watters | wielobój indywidualnie | 187,50 | 48.     |
| William Fergus | wielobój indywidualnie | 183,5  | 51.     |
| Edmund Aspinall | wielobój indywidualnie | 177    | 56.     |
| Charles Smith | wielobój indywidualnie | 171,50 | 58.     |
| Otto Bauscher | wielobój indywidualnie | 149,5  | 73.     |
| A. V. Ford | wielobój indywidualnie | 140,5  | 79.     |
| Leonard Hanson | wielobój indywidualnie | 121    | 85.     |
| Percy Baker, William Barrell, Robert Bonney, Henry Cattley, Mellor Clay, Edward Clough, James Cotterell, William Cowhig, George Cullen, Frank Denb, Herbert Drury, W. Fitt, Harry Gill, Arthur Harley, Albert Hawkins, William Hoare, J. A. Horridge, Henry Huskinson, J. W. Jones, Edward Justice, Robert Laycock, W. Manning, Robert McGaw, John McPhail, W. G. Merrifield, Charles Oldaker, Tom Parkin, G. Parrott, E. Parsons, Edward Richardson, Irven Robertshaw, George Ross, David Scott, J. F. Simpson, Walter Skeeles, Joshua Speight, Herbert Stell, Charles Sederman, Norman Tatham, William Titt, Charles Vigurs, Enos Walton, H. Waterman, Edgar Watkins, John Whitaker, F. Whitehead | wielobój drużynowo     | 196    | 8       |

### Hokej na trawie
W turnieju wzięły udział 4 drużyny z Wielkiej Brytanii, występowały one jako reprezentacje: Anglii, Szkocji, Walii, Irlandii.
Reprezentacja Anglii
| - Louis Baillon - Harry Freeman - Eric Green - Gerald Logan - Alan Noble - Edgar Page |  | - Reggie Pridmore - Percy Rees - John Robinson - Stanley Shoveller - Harvey Wood |

Reprezentacja Szkocji
| - Alexander Burt - John Burt - Alastair Denniston - Charles Foulkes - Hew Fraser - James Harper-Orr |  | - Ivan Laing - Hugh Neilson - Gordon Orchardson - Norman Stevenson - Hugh Walker |

Reprezentacja Walii
| - Frank Connah - Llewellyn Evans - Arthur Law - Robert Lyne - Wilfred Pallot - Frederick Phillips |  | - Edwin Richards - Charles Shepherd - Philip Turnbull - Bertrand Turnbull - Ralph Williams |

Reprezentacja Irlandii
| - Franks Robinson - Charles Power - Walter Peterson - Jack Peterson - Henry Murphy - Robert Kennedy |  | - Edward Holmes - Richard Gregg - William Graham - Walter Campbell - Henry Brown - Percy Allman-Smith |

### Runda pierwsza
| 29 października 1908 | Anglia | 10:1 | Francja |  |
|                      |        |      |         |  |

| 29 października 1908 | Szkocja | 4:0 | Niemcy |  |
|                      |         |     |        |  |

### Półfinały
| 29 października 1908 | Szkocja | 1:6 | Anglia |  |
|                      |         |     |        |  |

| 29 października 1908 | Irlandia | 3:1 | Walia |  |
|                      |          |     |       |  |

### Finał
| 31 października 1908 | Anglia | 8:1 | Irlandia |  |
|                      |        |     |          |  |

Złoty medal zdobyła reprezentacja Anglii, srebrny – Irlandii, brązowe medale zdobyli reprezentanci Walii i Szkocji.

### Jeu de paume
| Zawodnik              | 1 runda                               | Ćwierćfinały                                | Półfinały                                   | Finał Mecz o 3. miejsce                     | Miejsce |
| Zawodnik              | Przeciwnik Wynik                      | Przeciwnik Wynik                            | Przeciwnik Wynik                            | Przeciwnik Wynik                            | Miejsce |
| --------------------- | ------------------------------------- | ------------------------------------------- | ------------------------------------------- | ------------------------------------------- | ------- |
| Eustace Miles         | Charles Sands W 3:0 (6:3, 6:3, 6:3)   | Evan Noel W 3:0 (6:5, 6:1, 6:5)             | Neville Bulwer-Lytton W 3:0 (6:4, 6:1, 6:4) | Jay Gould II P 0:3 (5:6, 4:6, 4:6)          | srebro  |
| Evan Noel             | Charles Tatham W 3:0 (6:2, 6:3, 6:3)  | Eustace Miles P 0:3 (5:6, 1:6, 5:6)         | Nie awansował                               | Nie awansował                               | 5.      |
| Neville Bulwer-Lytton |                                       | Edwin Biedermann W 3:0 (6:5, 6:1, 6:2)      | Eustace Miles P 0:3 (4:6, 1:6, 3:6)         | Arthur Page W 3:0 (6:2, 6:4, 6:4)           | brąz    |
| Charles Tatham        | Evan Noel P 0:3 (2:6, 3:6, 3:6)       | Nie awansował                               | Nie awansował                               | Nie awansował                               | 9.      |
| Edwin Biedermann      |                                       | Neville Bulwer-Lytton P 0:3 (5:6, 1:6, 2:6) | Nie awansował                               | Nie awansował                               | 5.      |
| Arthur Page           |                                       | Arthur Palmer W 3:1 (5:6, 6:4, 6:5, 6:1)    | Jay Gould II P 0:3 (1:6, 0:6, 0:6)          | Neville Bulwer-Lytton P 0:3 (2:6, 4:6, 4:6) | 4.      |
| Arthur Palmer         |                                       | Arthur Page P 1:3 (6:5, 4:6, 5:6, 1:6)      | Nie awansował                               | Nie awansował                               | 5.      |
| Vane Pennell          | William Cazalet W 3:0 (6:1, 6:4, 6:1) | Jay Gould II P 0:3 (3:6, 3:6, 2:6)          | Nie awansował                               | Nie awansował                               | 5.      |
| William Cazalet       | Vane Pennell P 0:3 (1:6, 4:6, 1:6)    | Nie awansował                               | Nie awansował                               | Nie awansował                               | 9.      |

### Kolarstwo
| Konkurencja      | Zawodnik                                                     | Eliminacje                                                     | Eliminacje               | Eliminacje               | Półfinały | Półfinały            | Półfinały            | Finał | Finał                    | Finał                    | Pozycja                  |
| Konkurencja      | Zawodnik                                                     | Przeciwnik                                                     | Czas                     | Miejsce                  | Przeciwnik | Czas                 | Miejsce              | Przeciwnik | Czas                     | Miejsce                  | Pozycja                  |
| ---------------- | ------------------------------------------------------------ | -------------------------------------------------------------- | ------------------------ | ------------------------ | --- | -------------------- | -------------------- | --- | ------------------------ | ------------------------ | ------------------------ |
| 660 jardów       | Benjamin Jones                                               | Dorus Nijland                                                  | 59,0                     | 1.                       | Karl Neumer Lucien Renard | b.d                  | 2.                   | Nie awansował | Nie awansował            | Nie awansował            | Nie awansował            |
| 660 jardów       | William Bailey                                               | Frederick McCarthy Pierre Seginaud                             | 50,8                     | 1.                       | Émile Demangel Clarence Kingsbury Kolonia Przylądkowa Floris Venter | b.d                  | 3.                   | Nie awansował | Nie awansował            | Nie awansował            | Nie awansował            |
| 660 jardów       | Clarence Kingsbury                                           | Richard Katzer Georgius Damen                                  | 57,4                     | 1.                       | Émile Demangel William Bailey Kolonia Przylądkowa Floris Venter | b.d                  | 2.                   | Nie awansował | Nie awansował            | Nie awansował            | Nie awansował            |
| 660 jardów       | Victor Johnson                                               | Jules Patou Richard Villepontoux                               | 56,2                     | 1.                       | Johannes van Spengen Paul Texier Walter Andrews | 59,2                 | 1.                   | Émile Demangel Karl Neumer Daniel Flynn | 51,2                     | 1.                       | złoto                    |
| 660 jardów       | George Summers                                               | Émile Demangel Andrew Hansson                                  | b.d                      | 2.                       | Nie awansował | Nie awansował        | Nie awansował        | Nie awansował | Nie awansował            | Nie awansował            | Nie awansował            |
| 660 jardów       | Joe Lavery                                                   | Johannes van Spengen Hermann Martens                           | b.d                      | 3.                       | Nie awansował | Nie awansował        | Nie awansował        | Nie awansował | Nie awansował            | Nie awansował            | Nie awansował            |
| 660 jardów       | Willie Magee                                                 | Karl Neumer Émile Maréchal Antonie Gerrits                     | b,d                      | 2.                       | Nie awansował | Nie awansował        | Nie awansował        | Nie awansował | Nie awansował            | Nie awansował            | Nie awansował            |
| 660 jardów       | Ernest Payne                                                 | André Poulain Jean Van Benthem                                 | 57,2                     | 1.                       | André Auffray Daniel Flynn George Cameron | b.d                  | 4.                   | Nie awansował | Nie awansował            | Nie awansował            | Nie awansował            |
| 660 jardów       | Daniel Flynn                                                 | Gerard Bosch van Drakestein Paul Schulze                       | 55,0                     | 1.                       | André Auffray Ernest Payne George Cameron | 54,8                 | 1.                   | Émile Demangel Karl Neumer Victor Johnson | b.d                      | 4.                       | 4.                       |
| 660 jardów       | Gerald Anderson                                              | Lucien Renard Gaston Dreyfus William Morton                    | b.d                      | 4.                       | Nie awansował | Nie awansował        | Nie awansował        | Nie awansował | Nie awansował            | Nie awansował            | Nie awansował            |
| 660 jardów       | Albert Denny                                                 | André Auffray Kolonia Przylądkowa Philip Freylinck             | b.d                      | 2.                       | Nie awansował | Nie awansował        | Nie awansował        | Nie awansował | Nie awansował            | Nie awansował            | Nie awansował            |
| 5000 m           | Daniel Flynn                                                 |                                                                |                          |                          | Johannes van Spengen Guglielmo Malatesta Pierre Seginaud William Bailey | b.d                  | 2.                   | Nie awansował | Nie awansował            | Nie awansował            | Nie awansował            |
| 5000 m           | William Bailey                                               |                                                                |                          |                          | Johannes van Spengen Guglielmo Malatesta Pierre Seginaud Daniel Flynn | Nie ukończył wyścigu | Nie ukończył wyścigu | Nie awansował | Nie awansował            | Nie awansował            | Nie awansował            |
| 5000 m           | Ernest Payne                                                 |                                                                |                          |                          | Émile Marechal Frederick McCarthy Antonie Gerrits Émile Demangel | Nie ukończył wyścigu | Nie ukończył wyścigu | Nie awansował | Nie awansował            | Nie awansował            | Nie awansował            |
| 5000 m           | Willie Magee                                                 |                                                                |                          |                          | Gerard Bosch van Drakestein Paul Texier Kolonia Przylądkowa T.H.E. Passmore André Poulain | b.d                  | 2.                   | Nie awansował | Nie awansował            | Nie awansował            | Nie awansował            |
| 5000 m           | Benjamin Jones                                               |                                                                |                          |                          | Karl Neumer Cesare Zanzottera Georgius Damen Gaston Delaplane Max Götze Joe Lavery Kolonia Przylądkowa Frank Shore Richard Villepontoux | 9:08,0               | 1.                   | Clarence Kingsbury Maurice Schilles André Auffray Émile Marechal Johannes van Spengen Gerard Bosch van Drakestein | 8:36,2                   | 1.                       | złoto                    |
| 5000 m           | Joe Lavery                                                   |                                                                |                          |                          | Karl Neumer Cesare Zanzottera Georgius Damen Gaston Delaplane Max Götze Benjamin Jones Kolonia Przylądkowa Frank Shore Richard Villepontoux | b.d                  | 4.                   | Nie awansował | Nie awansował            | Nie awansował            | Nie awansował            |
| 5000 m           | Clarence Kingsbury                                           |                                                                |                          |                          | Guglielmo Morisetti Dorus Nijland G. Dreyfus Walter Andrews Albert Calvert | 8:53,0               | 1.                   | Benjamin Jones Maurice Schilles André Auffray Émile Marechal Johannes van Spengen Gerard Bosch van Drakestein | b.d                      | 5.                       | 5.                       |
| 5000 m           | Albert Calvert                                               |                                                                |                          |                          | Guglielmo Morisetti Dorus Nijland G. Dreyfus Walter Andrews Clarence Kingsbury | b.d                  | 5.                   | Nie awansował | Nie awansował            | Nie awansował            | Nie awansował            |
| 5000 m           | C. V. Clark                                                  |                                                                |                          |                          | Maurice Schilles William Anderson Guillaume Coeckelberg Rudolf Katzer Georges Perrin Kolonia Przylądkowa Floris Venter | b.d                  | 2.                   | Nie awansował | Nie awansował            | Nie awansował            | Nie awansował            |
| 20 km            | Leon Meredith                                                |                                                                |                          |                          | Hermann Martens Joseph Werbrouck André Lapize Georgius Damen Frederick McCarthy Pierre Hostein Rudolf Katzer Daniel Flynn | 33:21,0              | 1.                   | Clarence Kingsbury Benjamin Jones Louis Weintz François Bonnet Albert Denny Andrew Hansson Octave Lapize Joseph Werbrouck | b.d                      | 5.                       | 5.                       |
| 20 km            | Daniel Flynn                                                 |                                                                |                          |                          | Hermann Martens Joseph Werbrouck André Lapize Georgius Damen Frederick McCarthy Pierre Hostein Rudolf Katzer Leon Meredith | Nie ukończył wyścigu | Nie ukończył wyścigu | Nie awansował | Nie awansował            | Nie awansował            | Nie awansował            |
| 20 km            | Clarence Kingsbury                                           |                                                                |                          |                          | Paul Schulze Charles Brooks Floris Venter Georges Lutz Gerard Bosch van Drakestein Walter Andrews Jean van Benthem | 32:33,8              | 1.                   | Leon Meredith Benjamin Jones Louis Weintz François Bonnet Albert Denny Andrew Hansson Octave Lapize Joseph Werbrouck | 34:13,6                  | 1.                       | złoto                    |
| 20 km            | Charles Brooks                                               |                                                                |                          |                          | Paul Schulze Clarence Kingsbury Kolonia Przylądkowa Floris Venter Georges Lutz Gerard Bosch van Drakestein Walter Andrews Jean van Benthem | 32:34,0              | 2.                   | Nie awansował | Nie awansował            | Nie awansował            | Nie awansował            |
| 20 km            | Herbert Bouffler                                             |                                                                |                          |                          | Louis Weintz Kolonia Przylądkowa Frank Shore Max Triebsch Harry Young Henri Cunault Dorus Nijland Frederick Hamlin | b.d                  | 4.                   | Nie awansował | Nie awansował            | Nie awansował            | Nie awansował            |
| 20 km            | Frederick Hamlin                                             |                                                                |                          |                          | Louis Weintz Kolonia Przylądkowa Frank Shore Max Triebsch Harry Young Henri Cunault Dorus Nijland Herbert Bouffler | Nie ukończył wyścigu | Nie ukończył wyścigu | Nie awansował | Nie awansował            | Nie awansował            | Nie awansował            |
| 20 km            | Benjamin Jones                                               |                                                                |                          |                          | Alwin Boldt George Cameron Kolonia Przylądkowa T.H.E. Passmore Octave Lapize Henri Baumler Johannes van Spengen W. Lower | 32:39,0              | 1.                   | Clarence Kingsbury Leon Meredith Louis Weintz François Bonnet Albert Denny Andrew Hansson Octave Lapize Joseph Werbrouck | b.d                      | 2.                       | srebro                   |
| 20 km            | W. Lower                                                     |                                                                |                          |                          | Alwin Boldt George Cameron Kolonia Przylądkowa T.H.E. Passmore Octave Lapize Henri Baumler Johannes van Spengen Benjamin Jones | Nie ukończył wyścigu | Nie ukończył wyścigu | Nie awansował | Nie awansował            | Nie awansował            | Nie awansował            |
| 20 km            | David Robertson                                              |                                                                |                          |                          | Andrew Hansson William Anderson Ioannis Santorinaios Paul Texier | 34:53,8              | 2.                   | Nie awansował | Nie awansował            | Nie awansował            | Nie awansował            |
| 20 km            | Albert Denny                                                 |                                                                |                          |                          | Gustaf Westerberg Charles Avrillon Léon Couckelberg Guglielmo Morisetti | 33:40,6              | 1.                   | Clarence Kingsbury Leon Meredith Louis Weintz François Bonnet Benjamin Jones Andrew Hansson Octave Lapize Joseph Werbrouck | b.d                      | 5.                       | 5.                       |
| 100 km           | Sydney Bailey                                                |                                                                |                          |                          | Georges Lutz Alwin Boldt Paul Texier Jack Bishop David Robertson William Anderson Andrew Hansson François Bonnet Georgius Damen Gerard Bosch van Drakestein André Lepère Harry Mussen John Norman Richard Katzer Frederick McCarthy Ioannis Santorinaios | b.d                  | 2.                   | Charles Bartlett Charles Denny Octave Lapize William Pett Paul Texier Walter Andrews David Robertson Gustaf Westerberg Jack Bishop François Bonnet Andrew Hansson Georges Lutz Leon Meredith Harry Mussen Guillaume Coeckelberg Harry Young   | b.d                      | 8.                       | 8.                       |
| 100 km           | J.H. Bishop                                                  |                                                                |                          |                          | Georges Lutz Alwin Boldt Paul Texier Sydney Bailey David Robertson William Anderson Andrew Hansson François Bonnet Georgius Damen Gerard Bosch van Drakestein André Lepère Harry Mussen John Norman Rudolf Katzer Frederick McCarthy Ioannis Santorinaios | b.d                  | 5.                   | Charles Bartlett Charles Denny Octave Lapize William Pett Paul Texier Walter Andrews David Robertson Gustaf Westerberg Sydney Bailey François Bonnet Andrew Hansson Georges Lutz Leon Meredith Harry Mussen Guillaume Coeckelberg Harry Young | Nie ukończył wyścigu     | Nie ukończył wyścigu     | Nie ukończył wyścigu     |
| 100 km           | David Robertson                                              |                                                                |                          |                          | Georges Lutz Alwin Boldt Paul Texier Sydney Bailey Jack Bishop William Anderson Andrew Hansson François Bonnet Georgius Damen Gerard Bosch van Drakestein André Lepère Harry Mussen John Norman Rudolf Katzer Frederick McCarthy Ioannis Santorinaios | b.d                  | 6.                   | Charles Bartlett Charles Denny Octave Lapize William Pett Paul Texier Walter Andrews Jack Bishop Gustaf Westerberg Sydney Bailey François Bonnet Andrew Hansson Georges Lutz Leon Meredith Harry Mussen Guillaume Coeckelberg Harry Young     | b.d                      | 7.                       | 7.                       |
| 100 km           | Harry Mussen                                                 |                                                                |                          |                          | Georges Lutz Alwin Boldt Paul Texier Sydney Bailey Jack Bishop William Anderson Andrew Hansson François Bonnet Georgius Damen Gerard Bosch van Drakestein André Lepère David Robertson John Norman Rudolf Katzer Frederick McCarthy Ioannis Santorinaios | b.d                  | 7.                   | Charles Bartlett Charles Denny Octave Lapize William Pett Paul Texier Walter Andrews Jack Bishop Gustaf Westerberg Sydney Bailey François Bonnet Andrew Hansson Georges Lutz Leon Meredith David Robertson Guillaume Coeckelberg Harry Young  | Nie ukończył wyścigu     | Nie ukończył wyścigu     | Nie ukończył wyścigu     |
| 100 km           | John Norman                                                  |                                                                |                          |                          | Georges Lutz Alwin Boldt Paul Texier Sydney Bailey Jack Bishop William Anderson Andrew Hansson François Bonnet Georgius Damen Gerard Bosch van Drakestein André Lepère David Robertson Harry Mussen Richard Katzer Frederick McCarthy Ioannis Santorinaios | b.d                  | 7.                   | Nie awansował | Nie awansował            | Nie awansował            | Nie awansował            |
| 100 km           | Leon Meredith                                                |                                                                |                          |                          | Gustaf Westerberg Charles Bartlett Guillaume Coeckelberg Octave Lapize Walter Andrews William Pett Charles Denny Harry Young Cesare Zanzottera Charles Avrillon H. Cunault Bruno Götze Pierre Hostein Robert Jolly Jean Madelaine Guglielmo Malatesta Hermann Martens William Morton Dorus Nijland David Noon Battista Parini T.H.E. Passmore Paul Schulze Max Triebsch Louis Weintz                        | 2:43:15,4            | 1.                   | Charles Bartlett Charles Denny Octave Lapize William Pett Paul Texier Walter Andrews Jack Bishop Gustaf Westerberg Sydney Bailey François Bonnet Andrew Hansson Georges Lutz David Robertson Harry Mussen Guillaume Coeckelberg Harry Young   | Nie ukończył wyścigu     | Nie ukończył wyścigu     | Nie ukończył wyścigu     |
| 100 km           | Charles Bartlett                                             |                                                                |                          |                          | Gustaf Westerberg Leon Meredith Guillaume Coeckelberg Octave Lapize Walter Andrews William Pett Charles Denny Harry Young Cesare Zanzottera Charles Avrillon H. Cunault Bruno Götze Pierre Hostein Robert Jolly Jean Madelaine Guglielmo Malatesta Hermann Martens William Morton Dorus Nijland David Noon Battista Parini Kolonia Przylądkowa T.H.E. Passmore Paul Schulze Max Triebsch Louis Weintz       | b.d                  | 2.                   | Leon Meredith Charles Denny Octave Lapize William Pett Paul Texier Walter Andrews Jack Bishop Gustaf Westerberg Sydney Bailey François Bonnet Andrew Hansson Georges Lutz David Robertson Harry Mussen Guillaume Coeckelberg Harry Young      | 2:41:48,6                | 1.                       | złoto                    |
| 100 km           | William Pett                                                 |                                                                |                          |                          | Gustaf Westerberg Leon Meredith Guillaume Coeckelberg Octave Lapize Walter Andrews Charles Bartlett Charles Denny Harry Young Cesare Zanzottera Charles Avrillon H. Cunault Bruno Götze Pierre Hostein Robert Jolly Jean Madelaine Guglielmo Malatesta Hermann Martens William Morton Dorus Nijland David Noon Battista Parini Kolonia Przylądkowa T.H.E. Passmore Paul Schulze Max Triebsch Louis Weintz   | b.d                  | 6.                   | Leon Meredith Charles Denny Octave Lapize Charles Bartlett Paul Texier Walter Andrews Jack Bishop Gustaf Westerberg Sydney Bailey François Bonnet Andrew Hansson Georges Lutz David Robertson Harry Mussen Guillaume Coeckelberg Harry Young  | b.d                      | 4.                       | 4.                       |
| 100 km           | Charles Denny                                                |                                                                |                          |                          | Gustaf Westerberg Leon Meredith Guillaume Coeckelberg Octave Lapize Walter Andrews Charles Bartlett William Pett Harry Young Cesare Zanzottera Charles Avrillon H. Cunault Bruno Götze Pierre Hostein Robert Jolly Jean Madelaine Guglielmo Malatesta Hermann Martens William Morton Dorus Nijland David Noon Battista Parini Kolonia Przylądkowa T.H.E. Passmore Paul Schulze Max Triebsch Louis Weintz    | b.d                  | 7.                   | Leon Meredith William Pett Octave Lapize Charles Bartlett Paul Texier Walter Andrews Jack Bishop Gustaf Westerberg Sydney Bailey François Bonnet Andrew Hansson Georges Lutz David Robertson Harry Mussen Guillaume Coeckelberg Harry Young   | b.d                      | 2.                       | srebro                   |
| 100 km           | Robert Jolly                                                 |                                                                |                          |                          | Gustaf Westerberg Leon Meredith Guillaume Coeckelberg Octave Lapize Walter Andrews Charles Bartlett William Pett Harry Young Cesare Zanzottera Charles Avrillon H. Cunault Bruno Götze Pierre Hostein Charles Denny Jean Madelaine Guglielmo Malatesta Hermann Martens William Morton Dorus Nijland David Noon Battista Parini Kolonia Przylądkowa T.H.E. Passmore Paul Schulze Max Triebsch Louis Weintz   | NIe ukończył wyścigu | NIe ukończył wyścigu | Nie awansował | Nie awansował            | Nie awansował            | Nie awansował            |
| 100 km           | David Noon                                                   |                                                                |                          |                          | Gustaf Westerberg Leon Meredith Guillaume Coeckelberg Octave Lapize Walter Andrews Charles Bartlett William Pett Harry Young Cesare Zanzottera Charles Avrillon H. Cunault Bruno Götze Pierre Hostein Charles Denny Jean Madelaine Guglielmo Malatesta Hermann Martens William Morton Dorus Nijland Robert Jolly Battista Parini Kolonia Przylądkowa T.H.E. Passmore Paul Schulze Max Triebsch Louis Weintz | Nie ukończył wyścigu | Nie ukończył wyścigu | Nie awansował | Nie awansował            | Nie awansował            | Nie awansował            |
| Sprint           | Victor Johnson                                               | Gerard Bosch van Drakestein Guglielmo Malatesta                | 1:33,8                   | 1.                       | Karl Neumer Kolonia Przylądkowa Floris Venter Paul Texier | 1:27,4               | 1.                   | Benjamin Jones Clarence Kingsbury Maurice Schilles | Przekroczono limit czasu | Przekroczono limit czasu | Przekroczono limit czasu |
| Sprint           | John Matthews                                                | Kolonia Przylądkowa Floris Venter André Poulain                | b.d                      | 3.                       | Nie awansował | Nie awansował        | Nie awansował        | Nie awansował | Nie awansował            | Nie awansował            | Nie awansował            |
| Sprint           | Daniel Flynn                                                 | Paul Schulze Pierre Seginaud Frederick McCarthy                | 1:30,2                   | 1.                       | Maurice Schilles George Cameron Ernest Payne | b.d                  | 3.                   | Nie awansował | Nie awansował            | Nie awansował            | Nie awansował            |
| Sprint           | Ernest Payne                                                 | Dorus Nijland                                                  | 1:32,0                   | 1.                       | Maurice Schilles George Cameron Daniel Flynn | b.d                  | 4.                   | Nie awansował | Nie awansował            | Nie awansował            | Nie awansował            |
| Sprint           | Willie Magee                                                 | Hermann Martens Johannes van Spengen                           | Przekroczony limit czasu | Przekroczony limit czasu | Nie awansował | Nie awansował        | Nie awansował        | Nie awansował | Nie awansował            | Nie awansował            | Nie awansował            |
| Sprint           | William Bailey                                               | Richard Villepontoux Karl Neumer                               | b.d                      | 3.                       | Nie awansował | Nie awansował        | Nie awansował        | Nie awansował | Nie awansował            | Nie awansował            | Nie awansował            |
| Sprint           | Herbert Crowther                                             | George Cameron Kolonia Przylądkowa Philip Freylinck G. Dreyfus | b.d                      | 3.                       | Nie awansował | Nie awansował        | Nie awansował        | Nie awansował | Nie awansował            | Nie awansował            | Nie awansował            |
| Sprint           | Benjamin Jones                                               | Émile Marechal Bruno Götze                                     | 1:35,0                   | 1.                       | Émile Demangel Joe Lavery | 1:40,8               | 1.                   | Victor Johnson Clarence Kingsbury Maurice Schilles | Przekroczono limit czasu | Przekroczono limit czasu | Przekroczono limit czasu |
| Sprint           | George Summers                                               | Paul Texier Louis Weintz                                       | b.d                      | 2.                       | Nie awansował | Nie awansował        | Nie awansował        | Nie awansował | Nie awansował            | Nie awansował            | Nie awansował            |
| Sprint           | Joe Lavery                                                   | Antonie Gerrits                                                | 1:41,0                   | 1.                       | Émile Demangel Benjamin Jones | b.d                  | 3.                   | Nie awansował | Nie awansował            | Nie awansował            | Nie awansował            |
| Sprint           | Clarence Kingsbury                                           | Gaston Delaplane                                               | 1:27,4                   | 1.                       | André Auffray Guglielmo Morisetti | 1:35,6               | 1.                   | Benjamin Jones Victor Johnson Maurice Schilles | Przekroczono limit czasu | Przekroczono limit czasu | Przekroczono limit czasu |
| tandemy          | Charles Brooks William Isaacs                                | Alwin Boldt Hermann Martens                                    | 3:09,4                   | 1.                       | Frederick Hamlin Thomas Johnson Max Götze Otto Götze Léon Coeckelberg Jules Patou | b.d                  | 2.                   | Frederick Hamlin Thomas Johnson André Auffray Maurice Schilles | b.d                      | 3.                       | brąz                     |
| tandemy          | Thomas Johnson Frederick Hamlin                              | Marc Texier, Paul Texier                                       | 3:14,8                   | 1,                       | Charles Brooks William Isaacs Max Götze Otto Götze Léon Coeckelberg Jules Patou | 2:42,2               | 1.                   | Charles Brooks William Isaacs André Auffray Maurice Schilles | b.d                      | 2.                       | srebro                   |
| tandemy          | Cecil McKaig Edward Piercy                                   | Charles Avrillon Joseph Guyader Max Götze Otto Götze           | b.d                      | 3.                       | Nie awansowali | Nie awansowali       | Nie awansowali       | Nie awansowali | Nie awansowali           | Nie awansowali           | Nie awansowali           |
| tandemy          | John Barnard Arthur Rushen                                   | Léon Coeckelberg Jules Patou Andrew Hansson Gustaf Westerberg  | b.d                      | 2.                       | André Auffray Maurice Schilles John Matthews Leon Meredith François Bonnet Octave Lapize | b.d                  | 3.                   | Nie awansowali | Nie awansowali           | Nie awansowali           | Nie awansowali           |
| tandemy          | Robert Jolly John Norman                                     | François Bonnet Octave Lapize                                  | b.d                      | 2.                       | Nie awansowali | Nie awansowali       | Nie awansowali       | Nie awansowali | Nie awansowali           | Nie awansowali           | Nie awansowali           |
| tandemy          | John Matthews Leonard Meredith                               | Frederick McCarthy William Morton Gaston Dreyfus André Poulain | 2:43,2                   | 1.                       | André Auffray Maurice Schilles John Barnard Arthur Rushen François Bonnet Octave Lapize | b.d                  | 2.                   | Nie awansowali | Nie awansowali           | Nie awansowali           | Nie awansowali           |
| wyścig drużynowy | Benjamin Jones Clarence Kingsbury Leon Meredith Ernest Payne | Belgia                                                         | Walkower                 | Walkower                 | Kanada | 2:19,6               | 1.                   | Cesarstwo Niemieckie | 2:18,6                   | 1.                       | złoto                    |

### Lacrosse
| - George Alexander - George Buckland - Eric Dutton - Sydney Hayes - Wilfrid Johnson - Edward Jones |  | - Reginald Martin - Gerald Mason - Johnson Parker-Smith - Hubert Ramsey - Charles Scott - Norman Whitley |

Ponieważ zgłosiły się tylko dwie drużyny rozegrano tylko finał.
| 24 października 1908 | Kanada | 14:101:5, 2:6, 7:9 | Wielka Brytania |  |
|                      |        |                    |                 |  |

### Lekkoatletyka
Konkurencje biegowe
| Konkurencja             | Zawodnik                                                                   | Eliminacje         | Eliminacje         | Półfinał           | Półfinał           | Finał                 | Finał                 |
| Konkurencja             | Zawodnik                                                                   | Wynik              | Miejsce            | Wynik              | Miejsce            | Wynik                 | Miejsce               |
| ----------------------- | -------------------------------------------------------------------------- | ------------------ | ------------------ | ------------------ | ------------------ | --------------------- | --------------------- |
| 100 m                   | John George                                                                | 11,6               | 1.                 | b.d                | 4.                 | Nie awansował         | Nie awansował         |
| 100 m                   | Denis Murray                                                               | b.d                | 3.                 | Nie awansował      | Nie awansował      | Nie awansował         | Nie awansował         |
| 100 m                   | Henry Harmer                                                               | Nie ukończył biegu | Nie ukończył biegu | Nie awansował      | Nie awansował      | Nie awansował         | Nie awansował         |
| 100 m                   | Robert Duncan                                                              | 11,4               | 1.                 | b.d                | 4.                 | Nie awansował         | Nie awansował         |
| 100 m                   | William Murray                                                             | b.d                | 4.                 | Nie awansował      | Nie awansował      | Nie awansował         | Nie awansował         |
| 100 m                   | John Morton                                                                | 11,2               | 1.                 | b.d                | 3.                 | Nie awansował         | Nie awansował         |
| 100 m                   | Meyrick Chapman                                                            | 11,3               | 2.                 | Nie awansował      | Nie awansował      | Nie awansował         | Nie awansował         |
| 100 m                   | Henry Pankhurst                                                            | 11,5               | 2.                 | Nie awansował      | Nie awansował      | Nie awansował         | Nie awansował         |
| 100 m                   | Harold Watson                                                              | b.d                | 3.                 | Nie awansował      | Nie awansował      | Nie awansował         | Nie awansował         |
| 100 m                   | James Stark                                                                | 11,8               | 1.                 | b.d                | 3.                 | Nie awansował         | Nie awansował         |
| 100 m                   | Patrick Roche                                                              | 11,4               | 1.                 | b.d                | 3.                 | Nie awansował         | Nie awansował         |
| 200 m                   | John George                                                                | 23,4               | 1.                 | b.d                | 3.                 | Nie awansował         | Nie awansował         |
| 200 m                   | Patrick Roche                                                              | 22,8               | 1.                 | 22,6               | 2.                 | Nie awansował         | Nie awansował         |
| 200 m                   | Robert Duncan                                                              | 23,1               | 2.                 | Nie awansował      | Nie awansował      | Nie awansował         | Nie awansował         |
| 200 m                   | Samuel Hurdsfield                                                          | 23,6               | 1.                 | b.d                | 4.                 | Nie awansował         | Nie awansował         |
| 200 m                   | Henry Pankhurst                                                            | b.d                | 3.                 | Nie awansował      | Nie awansował      | Nie awansował         | Nie awansował         |
| 200 m                   | James Stark                                                                | b.d                | 3.                 | Nie awansował      | Nie awansował      | Nie awansował         | Nie awansował         |
| 200 m                   | John Morton                                                                | 23,1               | 2.                 | Nie awansował      | Nie awansował      | Nie awansował         | Nie awansował         |
| 200 m                   | Lionel Reed                                                                | 23,2               | 1.                 | 22,8               | 2.                 | Nie awansował         | Nie awansował         |
| 200 m                   | George Hawkins                                                             | 22,8               | 1.                 | 22,6               | 1.                 | 22,9                  | 4.                    |
| 400 m                   | Edwin Montague                                                             | 50,2               | 1.                 | 49,8               | 2.                 | Nie awansował         | Nie awansował         |
| 400 m                   | Edward Ryle                                                                | Walk ower          | Walk ower          | b.d                | 3.                 | Nie awansował         | Nie awansował         |
| 400 m                   | George Nicol                                                               | 50,8               | 1.                 | b.d                | 3.                 | Nie awansował         | Nie awansował         |
| 400 m                   | Noel Godfrey Chavasse                                                      | b.d                | 3.                 | Nie awansował      | Nie awansował      | Nie awansował         | Nie awansował         |
| 400 m                   | Christopher Maude Chavasse                                                 | 50,7               | 2.                 | Nie awansował      | Nie awansował      | Nie awansował         | Nie awansował         |
| 400 m                   | Arthur Astley                                                              | b.d                | 2.                 | Nie awansował      | Nie awansował      | Nie awansował         | Nie awansował         |
| 400 m                   | Alan Patterson                                                             | 50,6               | 2.                 | Nie awansował      | Nie awansował      | Nie awansował         | Nie awansował         |
| 400 m                   | Charles Davies                                                             | 50,4               | 1.                 | 49,8               | 2.                 | Nie awansował         | Nie awansował         |
| 400 m                   | Robert Robb                                                                | 52,5               | 2.                 | Nie awansował      | Nie awansował      | Nie awansował         | Nie awansował         |
| 400 m                   | Wyndham Halswelle                                                          | 49,4               | 1.                 | 48,4               | 1.                 | 50,0                  | złoto                 |
| 400 m                   | George Young                                                               | 52,4               | 1.                 | b.d                | 4.                 | Nie awansował         | Nie awansował         |
| 800 m                   | George Butterfield                                                         |                    |                    | 1:58,9             | 2.                 | Nie awansował         | Nie awansował         |
| 800 m                   | Frederick Ashford                                                          |                    |                    | Nie ukończył biegu | Nie ukończył biegu | Nie awansował         | Nie awansował         |
| 800 m                   | James Lintott                                                              |                    |                    | 1:58,8             | 2.                 | Nie awansował         | Nie awansował         |
| 800 m                   | John W. Lee                                                                |                    |                    | 2:01,7             | 2.                 | Nie awansował         | Nie awansował         |
| 800 m                   | George Morphy                                                              |                    |                    | b.d                | 3.                 | Nie awansował         | Nie awansował         |
| 800 m                   | L.J. Manogue                                                               |                    |                    | Nie ukończył biegu | Nie ukończył biegu | Nie awansował         | Nie awansował         |
| 800 m                   | Arthur Astley                                                              |                    |                    | 1:59,9             | 2.                 | Nie awansował         | Nie awansował         |
| 800 m                   | Theodore Just                                                              |                    |                    | 1:57,8             | 1.                 | 1:56,4                | 5.                    |
| 800 m                   | Ivo Fairbairn-Crawford                                                     |                    |                    | 1:57,8             | 1.                 | Nie ukończył biegu    | Nie ukończył biegu    |
| 800 m                   | Harold Holding                                                             |                    |                    | 1:58,5             | 3.                 | Nie awansował         | Nie awansował         |
| 1500 m                  | Francis Knott                                                              |                    |                    | b.d                | 4.                 | Nie awansował         | Nie awansował         |
| 1500 m                  | Joseph M. Smith                                                            |                    |                    | b.d                | 5.                 | Nie awansował         | Nie awansował         |
| 1500 m                  | George Butterfield                                                         |                    |                    | 4:11,8             | 3.                 | Nie awansował         | Nie awansował         |
| 1500 m                  | John W. Lee                                                                |                    |                    | 4:12,4             | 4.                 | Nie awansował         | Nie awansował         |
| 1500 m                  | Norman Hallows                                                             |                    |                    | 4:03,4             | 1.                 | 4:04,0                | brąz                  |
| 1500 m                  | Vincent Loney                                                              |                    |                    | 4:08,4             | 1.                 | Nie ukończył biegu    | Nie ukończył biegu    |
| 1500 m                  | John McGough                                                               |                    |                    | 4:16,4             | 3.                 | Nie awansował         | Nie awansował         |
| 1500 m                  | Joseph Deakin                                                              |                    |                    | 4:13,6             | 1.                 | 4:07,9                | 6.                    |
| 1500 m                  | Harold Wilson                                                              |                    |                    | 4:11,4             | 1.                 | 4:03,6                | srebro                |
| 1500 m                  | Ivo Fairbairn-Crawford                                                     |                    |                    | 4:09,2             | 1.                 | 4:07,6                | 5.                    |
| 110 m przez płotki      | Alfred Healey                                                              | 15,8               | 1.                 | 15,9               | 2.                 | Nie awansował         | Nie awansował         |
| 110 m przez płotki      | Arthur Halligan                                                            | 17,1               | 2.                 | Nie awansował      | Nie awansował      | Nie awansował         | Nie awansował         |
| 110 m przez płotki      | Oswald Groenings                                                           | 16,4               | 1.                 | b.d                | 4.                 | Nie awansował         | Nie awansował         |
| 110 m przez płotki      | Laurence Kiely                                                             | Walkower           | Walkower           | b.d                | 3.                 | Nie awansował         | Nie awansował         |
| 110 m przez płotki      | Kenneth Powell                                                             | 16,2               | 2.                 | Nie awansował      | Nie awansował      | Nie awansował         | Nie awansował         |
| 110 m przez płotki      | David Walters                                                              | 17,8               | 1.                 | 16,9               | 3.                 | Nie awansował         | Nie awansował         |
| 110 m przez płotki      | William Knyvett                                                            | Walkower           | Walkower           | 15,6               | 2.                 | Nie awansował         | Nie awansował         |
| 110 m przez płotki      | Timothy Ahearne                                                            | Walkower           | Walkower           | b.d                | 4.                 | Nie awansował         | Nie awansował         |
| 110 m przez płotki      | Eric Hussey                                                                | 16,8               | 1.                 | 16,5               | 2.                 | Nie awansował         | Nie awansował         |
| 110 m przez płotki      | Cecil Kinahan                                                              | 16,8               | 1.                 | 17,5               | 2.                 | Nie awansował         | Nie awansował         |
| 110 m przez płotki      | Edward Leader                                                              | 16,1               | 2.                 | Nie awansował      | Nie awansował      | Nie awansował         | Nie awansował         |
| 400 m przez płotki      | John Densham                                                               | 59,0               | 2.                 | Nie awansował      | Nie awansował      | Nie awansował         | Nie awansował         |
| 400 m przez płotki      | Frederick Harmer                                                           | Walkower           | Walkower           | 1:00,3             | 2.                 | Nie awansował         | Nie awansował         |
| 400 m przez płotki      | G. Burton                                                                  | Nie awansował      | Nie awansował      | Nie ukończył biegu | Nie ukończył biegu | Nie awansował         | Nie awansował         |
| 400 m przez płotki      | Oswald Groenings                                                           | Walkower           | Walkower           | Nie ukończył biegu | Nie ukończył biegu | Nie awansował         | Nie awansował         |
| 400 m przez płotki      | Wyatt Gould                                                                | Walkower           | Walkower           | b.d                | 3.                 | Nie awansował         | Nie awansował         |
| 400 m przez płotki      | Jimmy Tremeer                                                              | Walkower           | Walkower           | 1:00,6             | 1.                 | 57,0                  | brąz                  |
| 400 m przez płotki      | Leslie Burton                                                              | 1:00,4             | 1.                 | 59,8               | 1.                 | 58,0                  | 4.                    |
| 3200 m przez przeszkody | Arthur Russell                                                             | 10:56,2            | 1.                 |                    |                    | 10:47,8               | złoto                 |
| 3200 m przez przeszkody | Archie Robertson                                                           | 11:10,0            | 1.                 |                    |                    | 10:48,4               | srebro                |
| 3200 m przez przeszkody | Guy Holdaway                                                               | 11:18,8            | 1.                 |                    |                    | 11:26,0               | 4.                    |
| 3200 m przez przeszkody | Harry Sewell                                                               | 11:30,2            | 1.                 |                    |                    | b.d                   | 5.                    |
| 3200 m przez przeszkody | W. Grantham                                                                | Nie ukończył biegu | Nie ukończył biegu |                    |                    | Nie awansował         | Nie awansował         |
| 3200 m przez przeszkody | Joseph Kinchin                                                             | 11:44,0            | 2.                 |                    |                    | Nie awansował         | Nie awansował         |
| 3200 m przez przeszkody | Richard Yorke                                                              | Dyskwalifikacja    | Dyskwalifikacja    |                    |                    | Nie awansował         | Nie awansował         |
| 3200 m przez przeszkody | Henry Barker                                                               | Nie ukończył biegu | Nie ukończył biegu |                    |                    | Nie awansował         | Nie awansował         |
| 3200 m przez przeszkody | Joseph English                                                             | Nie ukończył biegu | Nie ukończył biegu |                    |                    | Nie awansował         | Nie awansował         |
| 3200 m przez przeszkody | Frank Buckley                                                              | Nie ukończył biegu | Nie ukończył biegu |                    |                    | Nie awansował         | Nie awansował         |
| 3200 m przez przeszkody | Thomas Downing                                                             | Dyskwalifikacja    | Dyskwalifikacja    |                    |                    | Nie awansował         | Nie awansował         |
| sztafeta olimpijska     | George Hawkins Henry Pankhurst Edwin Montague Theodore Just                | 3:32,0             | 2.                 |                    |                    | Nie awansowali        | Nie awansowali        |
| 3 mile drużynowo        | William Coales Joseph Deakin Archie Robertson Harold Wilson Norman Hallows | 6 pkt              | 1.                 |                    |                    | 6 pkt                 | złoto                 |
| 5 mil                   | Edward Owen                                                                | 26:12,0            | 1.                 |                    |                    | 25:24,0               | srebro                |
| 5 mil                   | Samuel Stevenson                                                           | 26:17,0            | 3.                 |                    |                    | Nie awansował         | Nie awansował         |
| 5 mil                   | Archie Robertson                                                           | 25:50,2            | 1.                 |                    |                    | 26:13,0               | 5.                    |
| 5 mil                   | Joseph Deakin                                                              | Nie ukończył biegu | Nie ukończył biegu |                    |                    | Nie awansował         | Nie awansował         |
| 5 mil                   | James Murphy                                                               | 25:59,2            | 1.                 |                    |                    | Nie ukończył biegu    | Nie ukończył biegu    |
| 5 mil                   | Emil Voigt                                                                 | 26:13,4            | 1.                 |                    |                    | 25:11,2               | złoto                 |
| 5 mil                   | William Coales                                                             | Nie ukończył biegu | Nie ukończył biegu |                    |                    | Nie awansował         | Nie awansował         |
| maraton                 | William Clarke                                                             |                    |                    |                    |                    | 3:16:08,6             | 12.                   |
| maraton                 | Ernest Barnes                                                              |                    |                    |                    |                    | 3:17:30,8             | 13.                   |
| maraton                 | Frederick Lord                                                             |                    |                    |                    |                    | 3:19:08,8             | 15.                   |
| maraton                 | James Beale                                                                |                    |                    |                    |                    | 3:20:14,0             | 17.                   |
| maraton                 | Samuel Stevenson                                                           |                    |                    |                    |                    | Nie stanął na starcie | Nie stanął na starcie |
| maraton                 | Fred Appleby                                                               |                    |                    |                    |                    | Nie ukończył biegu    | Nie ukończył biegu    |
| maraton                 | Jack Price                                                                 |                    |                    |                    |                    | Nie ukończył biegu    | Nie ukończył biegu    |
| maraton                 | Frederic Thompson                                                          |                    |                    |                    |                    | nie ukończył biegu    | nie ukończył biegu    |
| maraton                 | Harry Barrett                                                              |                    |                    |                    |                    | Nie ukończył biegu    | Nie ukończył biegu    |
| maraton                 | Alexander Duncan                                                           |                    |                    |                    |                    | Nie ukończył biegu    | Nie ukończył biegu    |
| maraton                 | Thomas Jack                                                                |                    |                    |                    |                    | Nie ukończył biegu    | Nie ukończył biegu    |
| maraton                 | Albert Wyatt                                                               |                    |                    |                    |                    | nie ukończył biegu    | nie ukończył biegu    |
| chód na 3500 m          | George Larner                                                              | 15:32,0            | 1.                 |                    |                    | 14:55,0               | złoto                 |
| chód na 3500 m          | William Palmer                                                             | 16:33,0            | 3.                 |                    |                    | Nie ukończył biegu    | Nie ukończył biegu    |
| chód na 3500 m          | Sydney Sarel                                                               | 17:06,0            | 5.                 |                    |                    | Nie awansował         | Nie awansował         |
| chód na 3500 m          | William Brown                                                              | Dyskwalifikacja    | Dyskwalifikacja    |                    |                    | Nie awansował         | Nie awansował         |
| chód na 3500 m          | Ernest Webb                                                                | 15:17,2            | 1.                 |                    |                    | 15:07,4               | srebro                |
| chód na 3500 m          | Richard Quinn                                                              | Dyskwalifikacja    | Dyskwalifikacja    |                    |                    | Nie awansował         | Nie awansował         |
| chód na 3500 m          | John J. Reid                                                               | Dyskwalifikacja    | Dyskwalifikacja    |                    |                    | Nie awansował         | Nie awansował         |
| chód na 3500 m          | Ralph Harrison                                                             | 16:04,4            | 2.                 |                    |                    | Dyskwalifikacja       | Dyskwalifikacja       |
| chód na 3500 m          | Ernest Larner                                                              | 16:10,0            | 4.                 |                    |                    | Nie awansował         | Nie awansował         |
| chód na 3500 m          | John Butler                                                                | 16:17,0            | 5.                 |                    |                    | Nie awansował         | Nie awansował         |
| chód na 10 mil          | Ernest Webb                                                                | 1:20:18,8          | 1.                 |                    |                    | 1:17:31,0             | srebro                |
| chód na 10 mil          | Frank Carter                                                               | 1:21:25,4          | 2.                 |                    |                    | 1:21:20,2             | 4.                    |
| chód na 10 mil          | Ernest Larner                                                              | 1:21:25,4          | 2.                 |                    |                    | 1:24:26,2             | 5.                    |
| chód na 10 mil          | Edward Spencer                                                             | 1:21:25,4          | 2.                 |                    |                    | 1:21:20,2             | brąz                  |
| chód na 10 mil          | Thomas Hammond                                                             | 1:23:44,0          | 6.                 |                    |                    | Nie awansował         | Nie awansował         |
| chód na 10 mil          | Alfred Yeoumans                                                            | Dyskwalifikacja    | Dyskwalifikacja    |                    |                    | Nie awansował         | Nie awansował         |
| chód na 10 mil          | George Larner                                                              | 1:18:19,0          | 1.                 |                    |                    | 1:15:57,4             | złoto                 |
| chód na 10 mil          | Ralph Harrison                                                             | 1:18:21,2          | 2.                 |                    |                    | Nie ukończył biegu    | Nie ukończył biegu    |
| chód na 10 mil          | William Palmer                                                             | 1:19:04,0          | 4.                 |                    |                    | b.d                   | 6.                    |
| chód na 10 mil          | Gadwin Withers                                                             | 1:19:22,4          | 5.                 |                    |                    | Nie awansował         | Nie awansował         |
| chód na 10 mil          | Sydney Schofield                                                           | 1:21:07,4          | 6.                 |                    |                    | Nie awansował         | Nie awansował         |
| chód na 10 mil          | John Butler                                                                | Nie ukończył biegu | Nie ukończył biegu |                    |                    | Nie awansował         | Nie awansował         |

Konkurencje techniczne
| Zawodnik              | Konkurencja                   | Finał | Finał   |
| Zawodnik              | Konkurencja                   | Wynik | Miejsce |
| --------------------- | ----------------------------- | ----- | ------- |
| Timothy Ahearne       | skok w dal                    | 6,72  | 8.      |
| Denis Murray          | skok w dal                    | 6,71  | 9.      |
| Charles Williams      | skok w dal                    | 6,65  | 11.     |
| Alfred Bellerby       | skok w dal                    | 6,44  | 16.     |
| Wilfred Bleaden       | skok w dal                    | 6,43  | 17.     |
| William Watt          | skok w dal                    | 6,42  | 18.     |
| Lionel Cornish        | skok w dal                    | b.d   | 21.     |
| Timothy Ahearne       | trójskok                      | 14,92 | złoto   |
| Cyril Dugmore         | trójskok                      | 13,31 | 11.     |
| Michael Dineen        | trójskok                      | 13,23 | 12.     |
| George Mayberry       | trójskok                      | b.d   | 18.     |
| Cornelius Leahy       | skok wzwyż                    | 1,88  | srebro  |
| Patrick Leahy         | skok wzwyż                    | 1,78  | 9.      |
| Edward Leader         | skok wzwyż                    | 1,77  | 10.     |
| Haswell Wilson        | skok wzwyż                    | 1,77  | 10.     |
| Al Bellerby           | skok wzwyż                    | 1,59  | 20.     |
| Lionel Cornish        | skok w dal z miejsca          | b.d   | 7.      |
| Wilfred Bleaden       | skok w dal z miejsca          | b.d   | 7.      |
| Timothy Ahearne       | skok w dal z miejsca          | b.d   | 7.      |
| Walter Henderson      | skok w dal z miejsca          | b.d   | 7.      |
| Frederick Kitching    | skok w dal z miejsca          | b.d   | 7.      |
| Lancelot Stafford     | skok w dal z miejsca          | b.d   | 7.      |
| Walter Henderson      | skok wzwyż z miejsca          | 1,42  | 8.      |
| Lancelot Stafford     | skok wzwyż z miejsca          | 1,32  | 17.     |
| Alfred Flaxman        | skok wzwyż z miejsca          | b.d   | 19.     |
| Denis Horgan          | pchnięcie kulą                | 13,62 | srebro  |
| Ned Barrett           | pchnięcie kulą                | 12,89 | 5.      |
| James Barrett         | pchnięcie kulą                | b.d   | 9.      |
| Henry Alan Leeke      | pchnięcie kulą                | b.d   | 9.      |
| Tom Nicolson          | pchnięcie kulą                | b.d   | 9.      |
| Ned Barrett           | rzut dyskiem                  | b.d   | 12.     |
| Michael Collins       | rzut dyskiem                  | b.d   | 12.     |
| Alfred Flaxman        | rzut dyskiem                  | b.d   | 12.     |
| Walter Henderson      | rzut dyskiem                  | b.d   | 12.     |
| Henry Leeke           | rzut dyskiem                  | b.d   | 12.     |
| Ernest May            | rzut dyskiem                  | b.d   | 12.     |
| John Murray           | rzut dyskiem                  | b.d   | 12.     |
| Tom Nicolson          | rzut młotem                   | 48,09 | 4.      |
| Alan Fyffe            | rzut młotem                   | 37,35 | 9.      |
| Henry Alan Leeke      | rzut młotem                   | b.d   | 10.     |
| Robert Lindsay-Watson | rzut młotem                   | b.d   | 10.     |
| Ernest May            | rzut młotem                   | b.d   | 10.     |
| John Murray           | rzut młotem                   | b.d   | 10.     |
| Henry Leeke           | rzut oszczepem                | b.d   | 8.      |
| Ernest May            | rzut oszczepem                | b.d   | 8.      |
| Jimmy Tremeer         | rzut oszczepem                | b.d   | 8.      |
| James Barrett         | rzut dyskiem greckim          | b.d   | 11.     |
| Alfred Flaxman        | rzut dyskiem greckim          | b.d   | 11.     |
| Walter Henderson      | rzut dyskiem greckim          | b.d   | 11.     |
| Henry Leeke           | rzut dyskiem greckim          | b.d   | 11.     |
| Ernest May            | rzut dyskiem greckim          | b.d   | 11.     |
| Ned Barrett           | rzut oszczepem w stylu wolnym | b.d   | 10.     |
| Alfred Flaxman        | rzut oszczepem w stylu wolnym | b.d   | 10.     |
| Walter Henderson      | rzut oszczepem w stylu wolnym | b.d   | 10.     |
| Henry Leeke           | rzut oszczepem w stylu wolnym | b.d   | 10.     |
| Ernest May            | rzut oszczepem w stylu wolnym | b.d   | 10.     |

### Łucznictwo
| Zawodnik                | Konkurencja                  | Finał | Finał   |
| Zawodnik                | Konkurencja                  | Wynik | Miejsce |
| ----------------------- | ---------------------------- | ----- | ------- |
| William Dod             | runda podwójna mężczyzn      | 815   | złoto   |
| Reginald Brooks-King    | runda podwójna mężczyzn      | 768   | srebro  |
| John Penrose            | runda podwójna mężczyzn      | 709   | 4.      |
| John Bridges            | runda podwójna mężczyzn      | 687   | 5.      |
| Harold James            | runda podwójna mężczyzn      | 652   | 6.      |
| Theodore Robinson       | runda podwójna mężczyzn      | 647   | 7.      |
| Hugh Nesham             | runda podwójna mężczyzn      | 643   | 8.      |
| John Keyworth           | runda podwójna mężczyzn      | 622   | 9.      |
| Charles Keene           | runda podwójna mężczyzn      | 543   | 10.     |
| Capel Pownall           | runda podwójna mężczyzn      | 532   | 11.     |
| John Stopford           | runda podwójna mężczyzn      | 530   | 12.     |
| Robert Backhouse        | runda podwójna mężczyzn      | 516   | 13.     |
| Robert Heathcote        | runda podwójna mężczyzn      | 476   | 14.     |
| Geoffrey Cornewall      | runda podwójna mężczyzn      | 430   | 15.     |
| Charles Coates          | runda podwójna mężczyzn      | 413   | 18.     |
| Richard Bagnall-Oakeley | runda podwójna mężczyzn      | 374   | 21.     |
| John Keyworth           | runda kontynentalna mężczyzn | 190   | 12.     |
| Queenie Newall          | runda podwójna kobiet        | 688   | złoto   |
| Lottie Dod              | runda podwójna kobiet        | 642   | srebro  |
| Beatrice Hill-Lowe      | runda podwójna kobiet        | 618   | brąz    |
| Jessie Wadworth         | runda podwójna kobiet        | 605   | 4.      |
| Dora Honnywill          | runda podwójna kobiet        | 587   | 5.      |
| Ethel Armitage          | runda podwójna kobiet        | 582   | 6.      |
| Lizzie Foster           | runda podwójna kobiet        | 553   | 7.      |
| Lillian Wilson          | runda podwójna kobiet        | 534   | 8.      |
| Brenda Wadworth         | runda podwójna kobiet        | 522   | 9.      |
| Adelaide Boddam-Whetham | runda podwójna kobiet        | 510   | 10.     |
| Louisa Nott-Bower       | runda podwójna kobiet        | 503   | 11.     |
| Gertrude Appleyard      | runda podwójna kobiet        | 503   | 12.     |
| Norma Robertson         | runda podwójna kobiet        | 500   | 13.     |
| Margaret Weedon         | runda podwójna kobiet        | 498   | 14.     |
| Albertine Thackwell     | runda podwójna kobiet        | 484   | 15.     |
| Doris E. Day            | runda podwójna kobiet        | 483   | 16.     |
| Katherine Mudge         | runda podwójna kobiet        | 465   | 17.     |
| Nellie Babington        | runda podwójna kobiet        | 451   | 18.     |
| Christine Cadman        | runda podwójna kobiet        | 427   | 19.     |
| Martina Hyde            | runda podwójna kobiet        | 419   | 20.     |
| Sarah Leonard           | runda podwójna kobiet        | 410   | 21.     |
| Ina Wood                | runda podwójna kobiet        | 387   | 22.     |
| Janetta Vance           | runda podwójna kobiet        | 385   | 23.     |
| Emily Rushton           | runda podwójna kobiet        | 323   | 24.     |
| Hilda Williams          | runda podwójna kobiet        | 316   | 25.     |

### Łyżwiarstwo figurowe
| Zawodnik                         | Konkurencja     | Wynik                    | Pozycja                  |
| -------------------------------- | --------------- | ------------------------ | ------------------------ |
| Madge Syers                      | Solistki        | 252,5                    | złoto                    |
| Dorothy Greenhough-Smith         | Solistki        | 192,1                    | brąz                     |
| Gwendolyn Lycett                 | Solistki        | 164,0                    | 5.                       |
| J. Keiller Greig                 | Soliści         | 310,9                    | 4.                       |
| Albert March                     | Soliści         | 232,0                    | 5.                       |
| Herbert Yglesias                 | Soliści         | Nie ukończył konkurencji | Nie ukończył konkurencji |
| Arthur Cumming                   | pokaz specjalny | 32,8                     | srebro                   |
| Geoffrey Hall-Say                | pokaz specjalny | 20,8                     | brąz                     |
| Phyllis Johnson James H. Johnson | Pary            | 10,30                    | srebro                   |
| Madge Syers Edgar Syers          | Pary            | 9,60                     | brąz                     |

### Piłka nożna
- Reprezentacja mężczyzn

| - Horace Bailey - Walter Corbet - Herbert Smith - Kenneth Hunt - Frederick Chapman - Robert Hawkes |  | - Arthur Berry - Vivian Woodward - Henry Stapley - Clyde Purnell - Harold Hardman - Ronald Brebner |

Reprezentacja Wielkiej Brytanii zdobyła złoty medal.

#### Pierwsza runda
| 20 października 1908 | Wielka Brytania · Harold Stapley 15', ??' · Vivian Woodward ??', ??' · Arthur Berry ??' · Frederick Chapman ??' · Clyde Purnell ??', ??', ??', ??' · Robert Hawkes ??', ??' | 12 : 1(7:0) | Szwecja · 65' Gustaf Bergström | White City Stadium, Londyn Widzów: 2000 Sędzia: John Ibbotson |
|                      | |             |                                |                                                               |

#### Półfinał
| 22 października 1908 | Wielka Brytania · Harold Stapley 37', 60', 64', 75' | 4 : 0(1:0) | Holandia | White City Stadium, Londyn Widzów: 6000 Sędzia: John Howcroft |
|                      |                                                     |            |          |                                                               |

#### Finał
| 24 października 1908 | Wielka Brytania · Frederick Chapman 20' · Vivian Woodward 46' | 2 : 0(1:0) | Dania | White City Stadium, Londyn Widzów: 8000 Sędzia: John Lewis |
|                      |                                                               |            |       |                                                            |

### Piłka wodna
- Reprezentacja mężczyzn

| - George Cornet - Charles Forsyth - George Nevinson - Paul Radmilovic |  | - Charles Sydney Smith - Thomas Thould - George Wilkinson |

Reprezentanci Wielkiej Brytanii zdobyli złoty medal.

#### Finał
| 22 lipca 1908 | Belgia | 2:9 | Wielka Brytania |  |
|               |        |     |                 |  |

### Pływanie
| Zawodnik                                                    | Konkurencja        | Eliminacje | Eliminacje | Półfinał             | Półfinał             | Finał         | Finał         |
| Zawodnik                                                    | Konkurencja        | Czas       | Miejsce    | Czas                 | Miejsce              | Czas          | Miejsce       |
| ----------------------------------------------------------- | ------------------ | ---------- | ---------- | -------------------- | -------------------- | ------------- | ------------- |
| Addin Tyldesley                                             | 100 m dowolnym     | 1:12,0     | 2.         | b.d                  | 5.                   | Nie awansował | Nie awansował |
| John Derbyshire                                             | 100 m dowolnym     | 1:12,6     | 2.         | Nie awansował        | Nie awansował        | Nie awansował | Nie awansował |
| George Innocent                                             | 100 m dowolnym     | b.d        | 3.         | Nie awansował        | Nie awansował        | Nie awansował | Nie awansował |
| Paul Radmilovic                                             | 100 m dowolnym     | 1:13,2     | 2.         | b.d                  | 5.                   | Nie awansował | Nie awansował |
| Wilfred Edwards                                             | 100 m dowolnym     | 1:15,8     | 1.         | b.d                  | 5.                   | Nie awansował | Nie awansował |
| George Dockrell                                             | 100 m dowolnym     | 1:13,2     | 1.         | 1:11,4               | 3.                   | Nie awansował | Nie awansował |
| Thomas Battersby                                            | 400 m dowolnym     | 5:48,8     | 1.         | b.d                  | 3.                   | Nie awansował | Nie awansował |
| Willie Foster                                               | 400 m dowolnym     | 5:54,8     | 1.         | 5:52,2               | 2.                   | b.d           | 4.            |
| Sam Blatherwick                                             | 400 m dowolnym     | 6:16,8     | 2.         | Nie awansował        | Nie awansował        | Nie awansował | Nie awansował |
| Paul Radmilovic                                             | 400 m dowolnym     | 6:10,0     | 1.         | b.d                  | 3.                   | Nie awansował | Nie awansował |
| Henry Taylor                                                | 400 m dowolnym     | 5:42,2     | 1.         | 5:41,0               | 2.                   | 5:36,8        | złoto         |
| William Haynes                                              | 400 m dowolnym     | 6:21,2     | 2.         | Nie awansował        | Nie awansował        | Nie awansował | Nie awansował |
| Arthur Sharp                                                | 400 m dowolnym     | 8:00,4     | 2.         | Nie awansował        | Nie awansował        | Nie awansował | Nie awansował |
| Paul Radmilovic                                             | 1500 m dowolnym    | 25:02,4    | 1.         | b.d                  | 4.                   | Nie awansował | Nie awansował |
| Sam Blatherwick                                             | 1500 m dowolnym    | 25:15,4    | 2.         | Nie awansował        | Nie awansował        | Nie awansował | Nie awansował |
| Lewis Moist                                                 | 1500 m dowolnym    | 26:52,0    | 1.         | b.d                  | 4.                   | Nie awansował | Nie awansował |
| Thomas Battersby                                            | 1500 m dowolnym    | 23:42,8    | 1.         | 23:23,0              | 1.                   | 22:51,2       | srebro        |
| John Jarvis                                                 | 1500 m dowolnym    | 25:51,6    | 1.         | Nie ukończył wyścigu | Nie ukończył wyścigu | Nie awansował | Nie awansował |
| Richard Hassell                                             | 1500 m dowolnym    | 28:14,8    | 3.         | Nie awansował        | Nie awansował        | Nie awansował | Nie awansował |
| Henry Taylor                                                | 1500 m dowolnym    | 23:24,4    | 1.         | 22:54,0              | 1.                   | 22:48,4       | złoto         |
| Willie Foster                                               | 1500 m dowolnym    | 24:33,4    | 1.         | b.d                  | 3.                   | Nie awansował | Nie awansował |
| Frederick Unwin                                             | 100 m grzbietowym  | 1:30,0     | 2.         | Nie awansował        | Nie awansował        | Nie awansował | Nie awansował |
| Sidney Willis                                               | 100 m grzbietowym  | 1:34,4     | 2.         | Nie awansował        | Nie awansował        | Nie awansował | Nie awansował |
| Colin Lewis                                                 | 100 m grzbietowym  | 1:30,2     | 1.         | b.d                  | 4.                   | Nie awansował | Nie awansował |
| Herbert Haresnape                                           | 100 m grzbietowym  | 1:26,2     | 1.         | 1:28,8               | 2.                   | 1:27,0        | brąz          |
| Stanley Parvin                                              | 100 m grzbietowym  | 1:35,2     | 1.         | b.d                  | 4.                   | Nie awansował | Nie awansował |
| John Taylor                                                 | 100 m grzbietowym  | 1:25,8     | 1.         | b.d                  | 3.                   | Nie awansował | Nie awansował |
| Eric Seaward                                                | 100 m grzbietowym  | b.d        | 3.         | Nie awansował        | Nie awansował        | Nie awansował | Nie awansował |
| Frank Naylor                                                | 200 m klasycznym   | b.d        | 4.         | Nie awansował        | Nie awansował        | Nie awansował | Nie awansował |
| Frederick Holman                                            | 200 m klasycznym   | 3:10,6     | 1.         | 3:10,0               | 1.                   | 3:09,2        | złoto         |
| Alf Davies                                                  | 200 m klasycznym   | b.d        | 3.         | Nie awansował        | Nie awansował        | Nie awansował | Nie awansował |
| Sydney Gooday                                               | 200 m klasycznym   | b.d        | 3.         | Nie awansował        | Nie awansował        | Nie awansował | Nie awansował |
| William Robinson                                            | 200 m klasycznym   | 3:13,0     | 1.         | 3:11,8               | 1.                   | 3:12,8        | srebro        |
| Percy Courtman                                              | 200 m klasycznym   | 3:18,4     | 2.         | Nie awansował        | Nie awansował        | Nie awansował | Nie awansował |
| William Foster Paul Radmilovic John Derbyshire Henry Taylor | 4 × 200 m dowolnym |            |            | 10:53,4              | 1.                   | 10:55,6       | złoto         |

### Polo
Zespół Roehamton
| - George Miller - Patteson Nickalls - Herbert Wilson - Charles Miller |

Zespół Hurlingham
| - Jack Wodehouse - Frederick Freake - Walter Buckmaster - Walter Jones |

Zespół Irlandii
| - Hardress Lloyd - John McCann - Percy O’Reilly - Auston Rotheram |

#### Wyniki
- Roehampton –  Hurlingham 3:1
- Roehampton –  Irlandia 8:1

Złoty medal zdobył zespół Roehampton, a zespoły Hurlingham oraz Irlandii zdobyły medale srebrne.

### Przeciąganie liny
Reprezentanci Wielkiej Brytanii wystąpili w trzech zespołach
Zespół City of London Police
| - Ned Barrett - Frederick Goodfellow - Frederick Humphreys - James Shepherd |  | - William Hirons - Albert Ireton - Frederick Merriman - Edwin Mills |

Zespół Liverpool Police
| - Jim Clarke - Thomas Butler - William Greggan - Alexander Kidd |  | - Daniel Lowey - Patrick Philbin - George Smith - Thomas Swindlehurst |

Zespół Metropolitan Police „K” Division
| - Walter Chaffe - Joseph Dowler - Ernest Ebbage - Thomas Homewood |  | - Alexander Munro - William Slade - Walter Tammas - James Woodget |

Złoty medal zdobył zespół City of London Police, srebrny – Liverpool Police, brązowy – Metropolitan Police „K” Division

### Racquets
| Konkurencja | Zawodnik                      | 1 runda        | 1 runda | Ćwierćfinały  | Ćwierćfinały  | Półfinały                     | Półfinały     | Finał                         | Finał          | Pozycja |
| Konkurencja | Zawodnik                      | Przeciwnik     | Wynik   | Przeciwnik    | Wynik         | Przeciwnik                    | Wynik         | Przeciwnik                    | Wynik          | Pozycja |
| ----------- | ----------------------------- | -------------- | ------- | ------------- | ------------- | ----------------------------- | ------------- | ----------------------------- | -------------- | ------- |
| Singiel     | Evan Noel                     | Cecil Browning | W (3:1) | Vane Pennell  | W (3:0)       | Henry Brougham                | W (3:0)       | Henry Leaf                    | W (walkower)   | złoto   |
| Singiel     | Cecil Browning                | Evan Noel      | P (1:3) | Nie awansował | Nie awansował | Nie awansował                 | Nie awansował | Nie awansował                 | Nie awansował  | 6.      |
| Singiel     | Vane Pennell                  |                |         | Evan Noel     | P (0:3)       | Nie awansował                 | Nie awansował | Nie awansował                 | Nie awansował  | 5.      |
| Singiel     | Henry Brougham                |                |         |               |               | Evan Noel                     | P (0:3)       | Nie awansował                 | Nie awansował  | brąz    |
| Singiel     | Henry Leaf                    |                |         |               |               | John Jacob Astor              | W (3:0)       | Evan Noel                     | P (walkower)   | srebro  |
| Singiel     | John Jacob Astor              |                |         |               |               | Henry Leaf                    | P (0:3)       | Nie awansował                 | Nie awansował  | brąz    |
| Debel       | John Jacob Astor Vane Pennell |                |         |               |               | Henry Leaf Evan Noel          | W (4:2)       | Cecil Browning Edmond Bury    | W (4:1)        | złoto   |
| Debel       | Henry Leaf Evan Noel          |                |         |               |               | John Jacob Astor Vane Pennell | P (2:4)       | Nie awansowali                | Nie awansowali | brąz    |
| Debel       | Cecil Browning Edmond Bury    |                |         |               |               |                               |               | John Jacob Astor Vane Pennell | P (1:4)        | srebro  |

### Rugby union
| - James Davey - Frederick Dean - Edward Jackett - Richard Jackett - Edwin Jones - James Jose - Arthur Lawry - Charles Marshall |  | - Barney Solomon - Bert Solomon - Nicholas Tregurtha - Joe Trevaskis - Thomas Wedge - Thomas Willcocks - Arthur Wilson |

Rozegrano tylko jeden mecz, ponieważ do rywalizacji przystąpiły tylko dwie drużyny.
| 26 października 190815:15 | Australazja                                                                          | 32:3(13:0) | Wielka Brytania   | White City Stadium, Londyn Sędzia: Frank Potter-Irwin |
| 26 października 190815:15 | Hickey (1P) Carmichael (4pd, 1K) McCabe (2P) Carroll (2P) Richards (1P) McKivat (1P) | 32:3(13:0) | Bert Solomon (1P) | White City Stadium, Londyn Sędzia: Frank Potter-Irwin |

### Skoki do wody
| Konkurencja    | Zawodnik          | Eliminacje | Eliminacje | Półfinał      | Półfinał      | Finał         | Finał         |
| Konkurencja    | Zawodnik          | Wynik      | Pozycja    | Wynik         | Pozycja       | Wynik         | Pozycja       |
| -------------- | ----------------- | ---------- | ---------- | ------------- | ------------- | ------------- | ------------- |
| trampolina 3 m | Harry Crank       | 70,3       | 4.         | Nie awansował | Nie awansował | Nie awansował | Nie awansował |
| trampolina 3 m | Anthony Beckett   | 67,5       | 5.         | Nie awansował | Nie awansował | Nie awansował | Nie awansował |
| trampolina 3 m | Harold Clarke     | 78,6       | 2.         | 81,1          | 4.            | Nie awansował | Nie awansował |
| trampolina 3 m | Anthony Taylor    | 58,8       | 3.         | Nie awansował | Nie awansował | Nie awansował | Nie awansował |
| trampolina 3 m | Frank Errington   | 70,83      | 2.         | 72,6          | 5.            | Nie awansował | Nie awansował |
| trampolina 3 m | William Hoare     | 67,8       | 5.         | Nie awansował | Nie awansował | Nie awansował | Nie awansował |
| trampolina 3 m | Herbert Pott      | 82,5       | 1.         | 79,6          | 3.            | Nie awansował | Nie awansował |
| trampolina 3 m | William Bull      | 66,0       | 3.         | Nie awansował | Nie awansował | Nie awansował | Nie awansował |
| trampolina 3 m | Harold Smyrk      | 78,3       | 3.         | Nie awansował | Nie awansował | Nie awansował | Nie awansował |
| trampolina 3 m | Thomas Cross      | 64,5       | 4.         | Nie awansował | Nie awansował | Nie awansował | Nie awansował |
| wieża 10 m     | Harold Goodworth  | 76,0       | 2.         | 59,48         | 4.            | Nie awansował | Nie awansował |
| wieża 10 m     | James Aldous      | 68,0       | 5.         | Nie awansował | Nie awansował | Nie awansował | Nie awansował |
| wieża 10 m     | William Hoare     | 65,2       | 3.         | Nie awansował | Nie awansował | Nie awansował | Nie awansował |
| wieża 10 m     | William Webb      | 57,7       | 4.         | Nie awansował | Nie awansował | Nie awansował | Nie awansował |
| wieża 10 m     | Thomas Collins    | 56,5       | 5.         | Nie awansował | Nie awansował | Nie awansował | Nie awansował |
| wieża 10 m     | George Cane       | 73,1       | 3.         | Nie awansował | Nie awansował | Nie awansował | Nie awansował |
| wieża 10 m     | Thomas Harrington | 53,15      | 6.         | Nie awansował | Nie awansował | Nie awansował | Nie awansował |

### Sporty motorowodne
| Konkurencja             | Łódź             | Załoga                                                              | Czas                      | Pozycja                   |
| ----------------------- | ---------------- | ------------------------------------------------------------------- | ------------------------- | ------------------------- |
| Klasa A Open            | Dylan            | A.G. Fentiman Thomas Scott-Ellis                                    | Nie ukończyli konkurencji | Nie ukończyli konkurencji |
| Klasa A Open            | Wolseley-Siddely | George Clowes Hugh Grosvenor Joseph Frederick Laycock G.H. Atkinson | Nie ukończyli konkurencji | Nie ukończyli konkurencji |
| Klasa B poniżej 60 stóp | Gyrinus          | John Field-Richards Bernard Redwood Thomas Thornycroft              | b.d                       | złoto                     |
| Klasa B poniżej 60 stóp | Quicksilver      | John Marshall Gorham                                                | Nie ukończył konkurencji  | Nie ukończył konkurencji  |
| Klasa C 6,4 – 8 m       | Gyrinus          | John Field-Richards Bernard Redwood Thomas Thornycroft              | b.d                       | złoto                     |
| Klasa C 6,4 – 8 m       | Sea Dog          | Thomas Weston Warwick Wright                                        | Nie ukończyli konkurencji | Nie ukończyli konkurencji |

### Strzelectwo
| Konkurencja                                     | Zawodnik                                                                                       | Finał | Finał              |
| Konkurencja                                     | Zawodnik                                                                                       | Wynik | Pozycja            |
| ----------------------------------------------- | ---------------------------------------------------------------------------------------------- | ----- | ------------------ |
| karabin dowolny 1000 jardów                     | Joshua Millner                                                                                 | 98    | złoto              |
| karabin dowolny 1000 jardów                     | Maurice Blood                                                                                  | 92    | brąz               |
| karabin dowolny 1000 jardów                     | Richard Barnett                                                                                | 92    | 4.                 |
| karabin dowolny 1000 jardów                     | Ted Ranken                                                                                     | 92    | 4.                 |
| karabin dowolny 1000 jardów                     | Thomas Caldwell                                                                                | 91    | 6.                 |
| karabin dowolny 1000 jardów                     | John Sellars                                                                                   | 91    | 6.                 |
| karabin dowolny 1000 jardów                     | Thomas Fremantle                                                                               | 87    | 16.                |
| karabin dowolny 1000 jardów                     | Peter Whitehead                                                                                | 86    | 19.                |
| karabin dowolny 1000 jardów                     | John Hopton                                                                                    | 84    | 24.                |
| karabin dowolny 1000 jardów                     | Alexander Rogers                                                                               | 82    | 28.                |
| karabin dowolny 3 postawy                       | Jesse Wallingford                                                                              | 828   | 10.                |
| karabin dowolny 3 postawy                       | Maurice Blood                                                                                  | 825   | 11.                |
| karabin dowolny 3 postawy                       | Alexander Jackson                                                                              | 771   | 20.                |
| karabin dowolny 3 postawy                       | Robert Hawkins                                                                                 | 752   | 26.                |
| karabin dowolny 3 postawy                       | Henry Chaney                                                                                   | 671   | 40.                |
| karabin dowolny 3 postawy drużynowo             | Jesse Wallingford Harold Hawkins Charles Churcher Thomas Raddall John Bostock Robert Brown     | 4355  | 6.                 |
| karabin wojskowy drużynowo                      | Harcourt Ommundsen Fleetwood Varley Arthur Fulton Philip Richardson Walter Padgett John Martin | 2497  | srebro             |
| karabin małokalibrowy 50 i 100 jardów leżąc     | Arthur Carnell                                                                                 | 387   | złoto              |
| karabin małokalibrowy 50 i 100 jardów leżąc     | Harry Humby                                                                                    | 386   | srebro             |
| karabin małokalibrowy 50 i 100 jardów leżąc     | George Barnes                                                                                  | 385   | brąz               |
| karabin małokalibrowy 50 i 100 jardów leżąc     | Maurice Matthews                                                                               | 384   | 4.                 |
| karabin małokalibrowy 50 i 100 jardów leżąc     | Edward Amoore                                                                                  | 383   | 5.                 |
| karabin małokalibrowy 50 i 100 jardów leżąc     | William Pimm                                                                                   | 379   | 6.                 |
| karabin małokalibrowy 50 i 100 jardów leżąc     | Archie Taylor                                                                                  | 376   | 7.                 |
| karabin małokalibrowy 50 i 100 jardów leżąc     | Harold Hawkins                                                                                 | 374   | 8.                 |
| karabin małokalibrowy 50 i 100 jardów leżąc     | Jack Warner                                                                                    | 373   | 9.                 |
| karabin małokalibrowy 50 i 100 jardów leżąc     | Arthur Wilde                                                                                   | 370   | 10.                |
| karabin małokalibrowy 50 i 100 jardów leżąc     | James Milne                                                                                    | 368   | 12.                |
| karabin małokalibrowy 50 i 100 jardów leżąc     | William Milne                                                                                  | 363   | 14.                |
| karabin małokalibrowy 50 i 100 jardów leżąc     | Philip Plater                                                                                  | 391   | Nie sklasyfikowany |
| karabin małokalibrowy ruchoma tarcza            | John Fleming                                                                                   | 24    | złoto              |
| karabin małokalibrowy ruchoma tarcza            | Maurice Matthews                                                                               | 24    | srebro             |
| karabin małokalibrowy ruchoma tarcza            | William Marsden                                                                                | 24    | brąz               |
| karabin małokalibrowy ruchoma tarcza            | Edward Newitt                                                                                  | 24    | 4.                 |
| karabin małokalibrowy ruchoma tarcza            | Philip Plater                                                                                  | 22    | 5.                 |
| karabin małokalibrowy ruchoma tarcza            | William Pimm                                                                                   | 21    | 6.                 |
| karabin małokalibrowy ruchoma tarcza            | William Milne                                                                                  | 21    | 7.                 |
| karabin małokalibrowy ruchoma tarcza            | William Styles                                                                                 | 17    | 9.                 |
| karabin małokalibrowy ruchoma tarcza            | Arthur Wilde                                                                                   | 13    | 10.                |
| karabin małokalibrowy ruchoma tarcza            | James Milne                                                                                    | 12    | 13.                |
| karabin małokalibrowy ruchoma tarcza            | Edward Amoore                                                                                  | 3     | 19.                |
| karabin małokalibrowy ruchoma tarcza            | Harold Hawkins                                                                                 | 3     | 19.                |
| karabin małokalibrowy znikająca tarcza          | William Styles                                                                                 | 45    | złoto              |
| karabin małokalibrowy znikająca tarcza          | Harold Hawkins                                                                                 | 45    | srebro             |
| karabin małokalibrowy znikająca tarcza          | Edward Amoore                                                                                  | 45    | brąz               |
| karabin małokalibrowy znikająca tarcza          | William Milne                                                                                  | 45    | 4.                 |
| karabin małokalibrowy znikająca tarcza          | James Milne                                                                                    | 45    | 5.                 |
| karabin małokalibrowy znikająca tarcza          | Arthur Wilde                                                                                   | 45    | 6.                 |
| karabin małokalibrowy znikająca tarcza          | Harold Humby                                                                                   | 45    | 8.                 |
| karabin małokalibrowy znikająca tarcza          | John Fleming                                                                                   | 42    | 9.                 |
| karabin małokalibrowy znikająca tarcza          | Maurice Matthews                                                                               | 42    | 9.                 |
| karabin małokalibrowy znikająca tarcza          | Edward Newitt                                                                                  | 42    | 9.                 |
| karabin małokalibrowy znikająca tarcza          | William Pimm                                                                                   | 39    | 15.                |
| karabin małokalibrowy znikająca tarcza          | Philip Plater                                                                                  | 39    | 15.                |
| karabin małokalibrowy 50 i 100 jardów drużynowo | Maurice Matthews Harold Humby William Pimm Edward Amoore                                       | 771   | złoto              |
| runda pojedyncza – sylwetka jelenia             | Ted Ranken                                                                                     | 24    | srebro             |
| runda pojedyncza – sylwetka jelenia             | Alexander Rogers                                                                               | 24    | brąz               |
| runda pojedyncza – sylwetka jelenia             | Maurice Blood                                                                                  | 23    | 4.                 |
| runda pojedyncza – sylwetka jelenia             | Albert Kempster                                                                                | 22    | 5.                 |
| runda pojedyncza – sylwetka jelenia             | James Cowan                                                                                    | 21    | 6.                 |
| runda pojedyncza – sylwetka jelenia             | William Russell Lane-Joynt                                                                     | 21    | 6.                 |
| runda pojedyncza – sylwetka jelenia             | Joshua Millner                                                                                 | 20    | 9.                 |
| runda pojedyncza – sylwetka jelenia             | Charles Nix                                                                                    | 19    | 10.                |
| runda pojedyncza – sylwetka jelenia             | William Ellicott                                                                               | 16    | 12.                |
| runda podwójna – sylwetka jelenia               | Ted Ranken                                                                                     | 46    | srebro             |
| runda podwójna – sylwetka jelenia               | Maurice Blood                                                                                  | 34    | 4.                 |
| runda podwójna – sylwetka jelenia               | Albert Kempster                                                                                | 34    | 5.                 |
| runda podwójna – sylwetka jelenia               | William Ellicott                                                                               | 33    | 6.                 |
| runda podwójna – sylwetka jelenia               | Alexander Rogers                                                                               | 33    | 6.                 |
| runda podwójna – sylwetka jelenia               | John Bashford                                                                                  | 25    | 9.                 |
| runda podwójna – sylwetka jelenia               | James Cowan                                                                                    | 24    | 10.                |
| runda podwójna – sylwetka jelenia               | Charles Nix                                                                                    | 22    | 11.                |
| runda podwójna – sylwetka jelenia               | William Russell Lane-Joynt                                                                     | 20    | 13.                |
| runda podwójna – sylwetka jelenia               | Joshua Millner                                                                                 | 15    | 15.                |
| runda pojedyncza – sylwetka jelenia drużynowo   | Charles Nix William Russell Lane-Joynt William Ellicott Ted Ranken                             | 85    | srebro             |
| pistolet dowolny indywidualnie                  | Jesse Wallingford                                                                              | 467   | 5.                 |
| pistolet dowolny indywidualnie                  | William Ellicott                                                                               | 458   | 7.                 |
| pistolet dowolny indywidualnie                  | Geoffrey Coles                                                                                 | 449   | 11.                |
| pistolet dowolny indywidualnie                  | Henry Lynch-Staunton                                                                           | 443   | 13.                |
| pistolet dowolny indywidualnie                  | William Russell Lane-Joynt                                                                     | 442   | 14.                |
| pistolet dowolny indywidualnie                  | William Newton                                                                                 | 440   | 16.                |
| pistolet dowolny indywidualnie                  | Charles Wirgman                                                                                | 425   | 23.                |
| pistolet dowolny indywidualnie                  | Peter Jones                                                                                    | 407   | 28.                |
| pistolet dowolny indywidualnie                  | James Le Fevre                                                                                 | 399   | 31.                |
| pistolet dowolny indywidualnie                  | Henry Munday                                                                                   | 358   | 39.                |
| pistolet dowolny indywidualnie                  | John Bashford                                                                                  | 329   | 42.                |
| pistolet dowolny drużynowo                      | Jesse Wallingford Geoffrey Coles Henry Lynch-Staunton William Ellicott                         | 1817  | brąz               |
| trap indywidualnie                              | Alexander Maunder                                                                              | 57    | brąz               |
| trap indywidualnie                              | Charles Palmer                                                                                 | 55    | 5.                 |
| trap indywidualnie                              | Richard Hutton                                                                                 | 53    | 7.                 |
| trap indywidualnie                              | Frederic Moore                                                                                 | 52    | 10.                |
| trap indywidualnie                              | George Whitaker                                                                                | 51    | 11.                |
| trap indywidualnie                              | James Pike                                                                                     | 50    | 12.                |
| trap indywidualnie                              | Harold Creasey                                                                                 | 46    | 17.                |
| trap indywidualnie                              | Peter Easte                                                                                    | 46    | 17.                |
| trap indywidualnie                              | Gerald Merlin                                                                                  | 45    | 19.                |
| trap indywidualnie                              | William Morris                                                                                 | 44    | 20.                |
| trap indywidualnie                              | John Butt                                                                                      | 26    | 24.                |
| trap drużynowo                                  | Alexander Maunder James Pike Charles Palmer John Postans Frederic Moore Peter Easte            | 407   | złoto              |
| trap drużynowo                                  | George Whitaker Gerald Skinner John Butt William Morris Harold Creasey Richard Hutton          | 372   | brąz               |

### Szermierka
| Konkurencja          | Zawodnik                                                       | 1 runda | 1 runda     | 2 runda                                                                         | 2 runda         | Półfinały | Półfinały       | Finał | Finał           | Pozycja         |
| Konkurencja          | Zawodnik                                                       | Przeciwnik | Wynik       | Przeciwnik                                                                      | Wynik           | Przeciwnik | Wynik           | Przeciwnik | Wynik           | Pozycja         |
| -------------------- | -------------------------------------------------------------- | --- | ----------- | ------------------------------------------------------------------------------- | --------------- | --- | --------------- | --- | --------------- | --------------- |
| szpada indywidualnie | Luke Fildes                                                    | Bernard Gravier Jaroslav Tuček Eric Carlberg Pontus von Rosen Lauritz Østrup Georg Stöhr                                | P R P R     | Nie awansował\|                                                                 | Nie awansował\| | Nie awansował\| | Nie awansował\| | Nie awansował\|                                                                                                | Nie awansował\| | Nie awansował\| |
| szpada indywidualnie | John Blake                                                     | Jacques Marais Ejnar Levison Johannes Adam Gaston Renard Max Dwinger                                                    | P W P R     | Nie awansował                                                                   | Nie awansował   | Nie awansował | Nie awansował   | Nie awansował                                                                                                  | Nie awansował   | Nie awansował   |
| szpada indywidualnie | Martin Holt                                                    | Herman Georges Berger Otto Becker Hans Bergsland Dino Diana Albert Sarens Vilém Tvrzský George van Rossem               | P W P W P W | Bernard Gravier Robert Montgomerie Vilém Tvrzský Jacques Marais                 | W P W           | Paul Anspach Alexandre Lippmann Eugène Olivier Jean Stern Gustaf Lindblom Lauritz Østrup Paul le Blon                  | W P W P         | Gaston Alibert Alexandre Lippmann Robert Montgomerie Eugène Olivier Cecil Haig Alfred Labouchere Paul Anspach  | P R P W         | 8               |
| szpada indywidualnie | Percival Davson                                                | Gaston Alibert Ivan Osiier Fernand de Montigny Sante Ceccherini Otakar Lada Robert Krünert Maurits Jacob van Löben Sels | P W P W P   | Nie awansował                                                                   | Nie awansował   | Nie awansował | Nie awansował   | Nie awansował                                                                                                  | Nie awansował   | Nie awansował   |
| szpada indywidualnie | Sydney Martineau                                               | Giulio Cagiati François Rom Henry Peyron Albert Naumann Bedřich Schejbal                                                | P W P       | Alfred Labouchere Paul Anspach Fernand de Montigny Jaroslav Tuček               | W P W           | Nie awansował | Nie awansował   | Nie awansował                                                                                                  | Nie awansował   | Nie awansował   |
| szpada indywidualnie | Leaf Daniell                                                   | Fernand Bosmans Vilém Goppold von Lobsdorf Frédéric Dubourdieu Emil Schön Dezső Földes Willem van Blijenburgh           | W P W       | Alexandre Lippmann Gustaf Lindblom Marcello Bertinetti Vlastimil Lada-Sázavský  | R P W           | Nie awansował | Nie awansował   | Nie awansował                                                                                                  | Nie awansował   | Nie awansował   |
| szpada indywidualnie | Ralph Chalmers                                                 | Alfred Labouchere Paul Anspach Jacques Rodocanachi Jakob Erckrath de Bary Alessandro Pirzio Biroli František Dušek      | P W         | Nie awansował                                                                   | Nie awansował   | Nie awansował | Nie awansował   | Nie awansował                                                                                                  | Nie awansował   | Nie awansował   |
| szpada indywidualnie | Robert Montgomerie                                             | August Petri Gustaf Lindblom Giuseppe Mangiarotti Robert Quennessen Percy Nobbs Frantz Jørgensen                        | W R W       | Bernard Gravier Martin Holt Vilém Tvrzský Jacques Marais                        | W P             | Gaston Alibert Cecil Haig Alfred Labouchere Gaston Renard Herman Georges Berger François Rom Fernand Bosmans           | P P W P W       | Gaston Alibert Alexandre Lippmann Paul Anspach Eugène Olivier Cecil Haig Alfred Labouchere Martin Holt         | R W P W R       | 4.              |
| szpada indywidualnie | Edgar Amphlett                                                 | Ernst Moldenhauer Jetze Doorman Eugène Olivier Béla Zulawszky Pietro Sarzano                                            | W P W       | Gaston Renard Ivan Osiier Jacques Rodocanachi Lauritz Østrup                    | P W P           | Nie awansował | Nie awansował   | Nie awansował                                                                                                  | Nie awansował   | Nie awansował   |
| szpada indywidualnie | Cecil Haig                                                     | Marcello Bertinetti Paul le Blon Simon Okker Georg Branting                                                             | W P W       | Eugène Olivier Giulio Cagiati Robert Quennessen                                 | W P W           | Gaston Alibert Gaston Renard Alfred Labouchere Robert Montgomerie Herman Georges Berger François Rom Fernand Bosmans   | P W             | Gaston Alibert Alexandre Lippmann Robert Montgomerie Eugène Olivier Paul Anspach Alfred Labouchere Martin Holt | P W             | 5.              |
| szpada indywidualnie | Edgar Seligman                                                 | Alexandre Lippmann Riccardo Nowak Birger Cnattingius Fernand Stuyck Gösta Olson                                         | P W R       | Nie awansował                                                                   | Nie awansował   | Nie awansował | Nie awansował   | Nie awansował                                                                                                  | Nie awansował   | Nie awansował   |
| szpada indywidualnie | Henri Davids                                                   | Jean Stern Marcel Van Langenhove Julius Lichtenfels Péter Tóth                                                          | P W         | Gaston Alibert Herman Georges Berger Vilém Goppold von Lobsdorf Pietro Speciale | P R P           | Nie awansował | Nie awansował   | Nie awansował                                                                                                  | Nie awansował   | Nie awansował   |
| szabla indywidualnie | Archibald Murray                                               | Otakar Lada Joseph Van der Voodt Péter Tóth Johannes Adam                                                               | P W P W     | Nie awansował                                                                   | Nie awansował   | Nie awansował | Nie awansował   | Nie awansował                                                                                                  | Nie awansował   | Nie awansował   |
| szabla indywidualnie | Douglas Godfree                                                | Alfred Labouchere Fritz Jack Louis Renaud Dino Diana Étienne Grade                                                      | P           | Nie awansował                                                                   | Nie awansował   | Nie awansował | Nie awansował   | Nie awansował                                                                                                  | Nie awansował   | Nie awansował   |
| szabla indywidualnie | William Marsh                                                  | Julius Lichtenfels Georges Lateux Harald Krenchel Richard Schoemaker                                                    | W P         | Vilém Goppold von Lobsdorf Joseph Van der Voodt Adrianus de Jong Riccardo Nowak | P W P           | Nie awansował | Nie awansował   | Nie awansował                                                                                                  | Nie awansował   | Nie awansował   |
| szabla indywidualnie | Robert Badman                                                  | Dezső Földes Sante Ceccherini Jakob Erckrath de Bary Lion van Minden Ismaël de Lesseps                                  | P W         | Lajos Werkner Dezső Földes George van Rossem Fritz Jack                         | P W             | Nie awansował | Nie awansował   | Nie awansował                                                                                                  | Nie awansował   | Nie awansował   |
| szabla indywidualnie | Charles Wilson                                                 | Marcello Bertinetti Bertrand Marie de Lesseps Béla Zulawszky Robert Krünert Walter Gates                                | P W W       | Nie awansował                                                                   | Nie awansował   | Nie awansował | Nie awansował   | Nie awansował                                                                                                  | Nie awansował   | Nie awansował   |
| szabla indywidualnie | Alfred Keene                                                   | Oszkár Gerde Lauritz Østrup Willem van Blijenburgh Alexis du Bosch Joseph, Marquis de Saint Brisson                     | P W         | Nie awansował                                                                   | Nie awansował   | Nie awansował | Nie awansował   | Nie awansował                                                                                                  | Nie awansował   | Nie awansował   |
| szabla indywidualnie | Edward Brookfield                                              | Vilém Goppold von Lobsdorf Jenő Apáthy Paul Anspach Johan van Schreven Pietro Sarzano Georg Stöhr Jean Mikorski         | P W P W P   | Nie awansował                                                                   | Nie awansował   | Nie awansował | Nie awansował   | Nie awansował                                                                                                  | Nie awansował   | Nie awansował   |
| szabla indywidualnie | Lockhart Leith                                                 | Jenő Fuchs Gustaaf van Hulstijn Vilém Tvrzský Luigi Pinelli Ernst Moldenhauer                                           | P           | Nie awansował                                                                   | Nie awansował   | Nie awansował | Nie awansował   | Nie awansował                                                                                                  | Nie awansował   | Nie awansował   |
| szabla indywidualnie | Charles Notley                                                 | George van Rossem Albert Naumann Bedřich Schejbal Frédéric Chapuis Alexis Simonson                                      | P W P       | Jenő Fuchs Étienne Grade Richard Schoemaker Georges Lateux                      | P W P           | Lajos Werkner Georges de la Falaise Jenő Szántay Marcello Bertinetti Dezső Földes Jenő Fuchs Bertrand Marie de Lesseps | P W P           | Nie awansował                                                                                                  | Nie awansował   | Nie awansował   |
| szabla indywidualnie | Alfred Chalke                                                  | Lajos Werkner Riccardo Nowak Marc Perrodon Jan de Beaufort František Dušek Emil Schön                                   | P W P       | Nie awansował                                                                   | Nie awansował   | Nie awansował | Nie awansował   | Nie awansował                                                                                                  | Nie awansował   | Nie awansował   |
| szabla drużynowo     | Harry Evan James William Marsh Archibald Murray Charles Wilson | |             | Włochy                                                                          | P               | Nie awansowali | Nie awansowali  | Nie awansowali                                                                                                 | Nie awansowali  | 5.              |

| Konkurencja      | Zawodnik                                                                             | Eliminacje | Eliminacje | Runda 1              | Runda 1 | Półfinały  | Półfinały | Finał          | Finał          | Repasaż    | Repasaż | Walka o 3. miejsce | Walka o 3. miejsce | Pozycja |
| Konkurencja      | Zawodnik                                                                             | Przeciwnik | Wynik      | Przeciwnik           | Wynik   | Przeciwnik | Wynik     | Przeciwnik     | Wynik          | Przeciwnik | Wynik   | Przeciwnik         | Wynik              | Pozycja |
| ---------------- | ------------------------------------------------------------------------------------ | ---------- | ---------- | -------------------- | ------- | ---------- | --------- | -------------- | -------------- | ---------- | ------- | ------------------ | ------------------ | ------- |
| szpada drużynowo | Leaf Daniell Martin Holt Robert Montgomerie Edgar Seligman Cecil Haig Edgar Amphlett | Holandia   | W          | Cesarstwo Niemieckie | W       | Francja    | P         | Nie awansowali | Nie awansowali | Dania      | W       | Belgia             | W                  | srebro  |

### Tenis ziemny
| Konkurencja        | Zawodnik                          | 1 runda                                    | 2 runda                              | 3 runda                                                         | Ćwierćfinały                                                   | Półfinały                                                      | Finał                                                         | Miejsce |
| Konkurencja        | Zawodnik                          | Przeciwnik Wynik                           | Przeciwnik Wynik                     | Przeciwnik Wynik                                                | Przeciwnik Wynik                                               | Przeciwnik Wynik                                               | Przeciwnik Wynik                                              | Miejsce |
| ------------------ | --------------------------------- | ------------------------------------------ | ------------------------------------ | --------------------------------------------------------------- | -------------------------------------------------------------- | -------------------------------------------------------------- | ------------------------------------------------------------- | ------- |
| Singiel (m)        | Wilberforce Eaves                 | Rolf Kinzl W 3:0 (6:1,6:1,6:0)             | Wolny los                            | Moritz von Bissing W 3:0 (8:6,7:5,7:5)                          | Charles Dixon W 3:0 (6:3,7:5,6:3)                              | Josiah Ritchie P 1:3 (6:2,1:6,4:6,1:6)                         | Nie awansował                                                 | brąz    |
| Singiel (m)        | Charles Dixon                     | Friedrich Wilhelm Rahe W 3:0 (6:2,7:5,6:4) | Dezső Lauber W 3:0 (6:1,6:0,6:0)     | Bohuslav Hykš W 3:0 (6:1,6:2,6:3)                               | Wilberforce Eaves P 0:3 (3:6,5:7,3:6)                          | Nie awansował                                                  | Nie awansował                                                 | 5.      |
| Singiel (m)        | Kenneth Powell                    | Otto Froitzheim P 0:3 (3:6,1:6,4:6)        | Nie awansował                        | Nie awansował                                                   | Nie awansował                                                  | Nie awansował                                                  | Nie awansował                                                 | 26.     |
| Singiel (m)        | Josiah Ritchie                    |                                            | Victor Gauntlett P 3:0 (6:1,6:4,6:1) | Walter Crawley W 3:0 (6:1,6:2,6:1)                              | Maurice Germot W 2:0 (6:0,6:0,krecz)                           | Wilberforce Eaves W 3:1 (2:6,6:1,6:4,6:1)                      | Otto Froitzheim W 3:0 (7:5,6:3,6:4)                           | złoto   |
| Singiel (m)        | Walter Crawley                    |                                            | wolny los                            | Josiah Ritchie P 0:3 (1:6,2:6,1:6)                              | Nie awansował                                                  | Nie awansował                                                  | Nie awansował                                                 | 9.      |
| Singiel (m)        | George Caridia                    |                                            | Harold Kitson W 3:0 (6:1,6:3,6:1)    | Richard Powell W 3:1 (6:4,3:6,6:4,6:2)                          | Otto Froitzheim P 1:3 (4:6,1:6,7:5,1:6)                        | Nie awansował                                                  | Nie awansował                                                 | 5.      |
| Singiel (m)        | James Parke                       |                                            | Ede Tóth W 3:0 (6:1,6:3,6:2)         | Otto Froitzheim P 0:3 (4:6,9:11,4:6)                            | Nie awansował                                                  | Nie awansował                                                  | Nie awansował                                                 | 9.      |
| singiel (k)        | Agnes Morton                      |                                            |                                      | Alice Greene W 2:0 (8:6,6:2)                                    | Dorothea Chambers P 0:2 (2:6,3:6)                              | Nie awansowała                                                 | Nie awansowała                                                | 4.      |
| singiel (k)        | Alice Greene                      |                                            |                                      | Agnes Morton P 0:2 (6:8,2:6)                                    | Nie awansował                                                  | Nie awansował                                                  | Nie awansował                                                 | 5.      |
| singiel (k)        | Dorothea Chambers                 |                                            |                                      |                                                                 | Agnes Morton W 2:0 (6:2,6:3)                                   | Joan Winch W 2:0 (6:1,6:1)                                     | Dora Boothby W 2:0 (6:1,7:5)                                  | złoto   |
| singiel (k)        | Joan Winch                        |                                            |                                      |                                                                 |                                                                | Dorothea Chambers P 0:2 (1:6,1:6)                              | Nie awansował                                                 | brąz    |
| singiel (k)        | Dora Boothby                      |                                            |                                      |                                                                 |                                                                |                                                                | Dorothea Chambers P 0:2 (1:6,5:7)                             | srebro  |
| debel (m)          | Walter Crawley Kenneth Powell     |                                            |                                      | James Foulkes Richard Powell W 3:0 (7:5,6:3,6:2)                | George Hillyard Reginald Doherty P 1:3 (8:10,1:6,9:7,5:7)      | Nie awansowali                                                 | Nie awansowali                                                | 4.      |
| debel (m)          | Clement Cazalet Charles Dixon     |                                            |                                      | Christiaan van Lennep Roelof van Lennep W 3:1 (6:4,6:0,3:6,6:2) | Vincent Gauntlett Harold Kitson W 3:2 (6:2,5:7,2:6,6:3,6:3)    | George Hillyard Reginald Doherty P 2:3 (7:5,6:2,4:6,15:17,4:6) | Nie awansowali                                                | brąz    |
| debel (m)          | Josiah Ritchie James Parke        |                                            |                                      | Jenő von Zsigmondy Ede Tóth W 3:0 (6:1,6:0,6:3)                 | Felix Pipes Arthur Zborzil W 3:0 (7:5,6:4,6:2)                 | Wolny los                                                      | George Hillyard Reginald Doherty P 0:3 (7:9,5:7,7:9)          | srebro  |
| debel (m)          | George Hillyard Reginald Doherty  |                                            |                                      |                                                                 | Walter Crawley Kenneth Powell W 3:1 (10:8,6:1,7:9,7:5)         | Clement Cazalet Charles Dixon W 3:2 (5:7,2:6,6:4,17:15,6:4)    | Josiah Ritchie James Parke W 3:0 (9:7,7:5,9:7)                | złoto   |
| singiel w hali (m) | Lionel Escombe                    |                                            |                                      | Gunnar Setterwall P 0:3 (2:6,3:6,1:6)                           | Nie awansował                                                  | Nie awansował                                                  | Nie awansował                                                 | 7.      |
| singiel w hali (m) | Arthur Gore                       |                                            |                                      |                                                                 | Wolny los                                                      | Josiah Ritchie W 3:2 (4:6,6:3,5:7,6:1,6:4)                     | George Caridia W 3:0 (6:3,7:5,6:4)                            | złoto   |
| singiel w hali (m) | Josiah Ritchie                    |                                            |                                      |                                                                 | Arthur Gore P 2:3 (6:4,3:6,7:5,1:6,4:6)                        | Nie awansował                                                  | Nie awansował                                                 | brąz    |
| singiel w hali (m) | George Caridia                    |                                            |                                      |                                                                 | Gunnar Setterwall W 3:0 (6:2,6:1,6:1)                          | Wilberforce Eaves W 1:0 (7:5,krecz)                            | Arthur Gore P 0:3 (3:6,5:7,4:6)                               | srebro  |
| singiel w hali (m) | Wilberforce Eaves                 |                                            |                                      |                                                                 | Wollmar Boström W 3:0 (7:5,6:2,9:7)                            | George Caridia P 0:1 (5:7,krecz)                               | Nie awansował                                                 | 4.      |
| Singiel w hali (k) | Gladys Eastlake-Smith             |                                            |                                      |                                                                 | Violet Pinkney W 2:0 (7:5,7:5)                                 | Elsa Wallenberg W 2:0 (6:4,6:4)                                | Alice Greene W 2:1 (6:2,4:6,6:0)                              | złoto   |
| Singiel w hali (k) | Violet Pinkney                    |                                            |                                      |                                                                 | Gladys Eastlake-Smith P 0:2 (5:7,5:7)                          | Nie awansowała                                                 | Nie awansowała                                                | 5.      |
| Singiel w hali (k) | Alice Greene                      |                                            |                                      |                                                                 | Dora Boothby W 2:0 (6:2,6:2)                                   | Märtha Adlerstråhle W 2:0 (1:6,3:6)                            | Gladys Eastlake-Smith P 1:2 (2:6,6:4,0:6)                     | srebro  |
| Singiel w hali (k) | Mildred Coles                     |                                            |                                      |                                                                 | Elsa Wallenberg P 1:2 (9:11,6:4,krecz)                         | Nie awansowała                                                 | Nie awansowała                                                | 5.      |
| Singiel w hali (k) | Dora Boothby                      |                                            |                                      |                                                                 | Alice Greene P 0:2 (2:6,2:6)                                   | Nie awansowała                                                 | Nie awansowała                                                | 5.      |
| debel w hali (m)   | Arthur Gore Herbert Barrett       |                                            |                                      |                                                                 | Wolny los                                                      | Josiah Ritchie Lionel Escombe W 3:1 (0:6,6:4,6:3,6:3)          | George Simond George Caridia W 3:1 (6:2,2:6,6:3,6:3)          | złoto   |
| debel w hali (m)   | Josiah Ritchie Lionel Escombe     |                                            |                                      |                                                                 | Wolny los                                                      | Arthur Gore Herbert Barrett P 1:3 (6:0,4:6,3:6,3:6)            | Gunnar Setterwall Wollmar Boström P 2:3 (6:4,3:6,6:1,0:6,3:6) | 4.      |
| debel w hali (m)   | George Simond George Caridia      |                                            |                                      |                                                                 | George Hillyard Wilberforce Eaves W 3:2 (2:6,7:9,6:4,10:8,6:4) | Gunnar Setterwall Wollmar Boström W 3:1 (6:4,9:7,2:6,6:2)      | Arthur Gore Herbert Barrett P 0:0 (0:0,0:0)                   | srebro  |
| debel w hali (m)   | George Hillyard Wilberforce Eaves |                                            |                                      |                                                                 | George Simond George Caridia P 2:3 (6:2,9:7,4:6,8:10,4:6)      | Nie awansowali                                                 | Nie awansowali                                                | 5.      |

### Wioślarstwo
| Konkurencja | Zawodnik | Runda 1 | Runda 1 | Ćwierćfinał | Ćwierćfinał | Półfinał | Półfinał | Finał          | Finał          | Pozycja |
| Konkurencja | Zawodnik | Czas    | M.      | Czas        | M.          | Czas     | M.       | Czas           | M.             | Pozycja |
| ----------- | --- | ------- | ------- | ----------- | ----------- | -------- | -------- | -------------- | -------------- | ------- |
| M1x         | Harry Blackstaffe |         |         | 10:03,0     | 1.          | 10:14,0  | 1.       | 9:26,0         | 1.             | złoto   |
| M1x         | Alexander McCulloch |         |         | 10:08,0     | 1.          | 10:22,0  | 1.       | 9:27,5         | 2.             | srebro  |
| M2-         | John Fenning Gordon Thomson |         |         |             |             | 9:46,0   | 1.       | 9:41,0         | 1.             | złoto   |
| M2-         | George Fairbairn Philip Verdon |         |         |             |             | 11:05,0  | 1.       | b.d            | 2.             | srebro  |
| M4-         | Collier Cudmore James Angus Gillan Duncan Mackinnon John Somers-Smith                                                                                       |         |         |             |             | 8:34,0   | 1.       | 8:34,0         | 1.             | złoto   |
| M4-         | Philip Filleul Harold Barker John Fenning Gordon Thomson |         |         |             |             | 9:04,0   | 1.       | b.d            | 2.             | srebro  |
| M8+         | Albert Gladstone Frederick Kelly Banner Johnstone Guy Nickalls Charles Burnell Ronald Sanderson Raymond Etherington-Smith Henry Bucknall Gilchrist Maclagan |         |         | 8:10,0      | 1.          | 8:12,0   | 1.       | 7:52,0         | 1.             | złoto   |
| M8+         | Frank Jerwood Eric Powell Oswald Carver Edward Williams Henry Goldsmith Harold Kitching John Burn Douglas Stuart Richard Boyle                              |         |         |             |             | 8:25,9   | 2.       | Nie awansowali | Nie awansowali | brąz    |

### Zapasy
| Konkurencja                   | Zawodnik             | 1/16 finału         | 1/8 finału            | Ćwierćfinał           | Półfinały             | Finał Walka o 3.miejsce | Miejsce |
| Konkurencja                   | Zawodnik             | Przeciwnik Wynik    | Przeciwnik Wynik      | Przeciwnik Wynik      | Przeciwnik Wynik      | Przeciwnik Wynik        | Miejsce |
| ----------------------------- | -------------------- | ------------------- | --------------------- | --------------------- | --------------------- | ----------------------- | ------- |
| styl klasyczny waga lekka     | Ernest Blount        | wolny los           | Gunnar Persson p      | Nie awansował         | Nie awansował         | Nie awansował           | 9.      |
| styl klasyczny waga lekka     | George Faulkner      | Wolny los           | Anders Møller p       | Nie awansował         | Nie awansował         | Nie awansował           | 9.      |
| styl klasyczny waga lekka     | Albert Hawkins       | Christian Carlsen W | Ödön Radvány p        | Nie awansował         | Nie awansował         | Nie awansował           | 9.      |
| styl klasyczny waga lekka     | William Wood         | Karel Halík W       | József Maróthy p      | Nie awansował         | Nie awansował         | Nie awansował           | 9.      |
| styl klasyczny waga lekka     | George MacKenzie     | Gustaf Malmström p  | Nie awansował         | Nie awansował         | Nie awansował         | Nie awansował           | 17.     |
| styl klasyczny waga lekka     | Albert Rose          | József Maróthy p    | Nie awansował         | Nie awansował         | Nie awansował         | Nie awansował           | 17.     |
| styl klasyczny waga lekka     | William Ruff         | Ödön Radvány p      | Nie awansował         | Nie awansował         | Nie awansował         | Nie awansował           | 17.     |
| styl klasyczny waga lekka     | Albert Whittingstall | Anders Møller p     | Nie awansował         | Nie awansował         | Nie awansował         | Nie awansował           | 17.     |
| styl klasyczny waga średnia   | Edgar Bacon          | Wolny los           | Johannes Eriksen p    | Nie awansował         | Nie awansował         | Nie awansował           | 9.      |
| styl klasyczny waga średnia   | Frederick Beck       | Harry Challstorp W  | Mauritz Andersson p   | Nie awansował         | Nie awansował         | Nie awansował           | 9.      |
| styl klasyczny waga średnia   | Gerald Bradshaw      | Wolny los           | Frithiof Mårtensson p | Nie awansował         | Nie awansował         | Nie awansował           | 9.      |
| styl klasyczny waga średnia   | Stanley Bacon        | Mauritz Andersson p | Nie awansował         | Nie awansował         | Nie awansował         | Nie awansował           | 17.     |
| styl klasyczny waga półciężka | Alfred Banbrook      | Wolny los           | August Meesen W       | Carl Jensen p         | Nie awansował         | Nie awansował           | 5.      |
| styl klasyczny waga półciężka | Cyril Brown          | Wolny los           | Marcel Dubois P       | Nie awansował         | Nie awansował         | Nie awansował           | 9.      |
| styl klasyczny waga półciężka | Ernest Nixson        | Wolny los           | Yrjö Saarela p        | Nie awansował         | Nie awansował         | Nie awansował           | 9.      |
| styl klasyczny waga półciężka | William West         | Miroslav Šustera W  | Verner Weckman p      | Nie awansował         | Nie awansował         | Nie awansował           | 9.      |
| styl klasyczny waga półciężka | Henry Foskett        | Marcel Dubois p     | Nie awansował         | Nie awansował         | Nie awansował         | Nie awansował           | 17.     |
| styl klasyczny waga ciężka    | Ned Barrett          |                     |                       | Hugó Payr p           | Nie awansował         | Nie awansował           | 5.      |
| styl klasyczny waga ciężka    | Frederick Humphreys  |                     |                       | Aleksandr Pietrow p   | Nie awansował         | Nie awansował           | 5.      |
| styl wolny waga kogucia       | William Press        |                     | Henry Witherall W     | Burt Sansom W         | Frederick Tomkins W   | George Mehnert p        | srebro  |
| styl wolny waga kogucia       | Harry Sprenger       |                     | wolny los             | George Mehnert p      | Nie awansował         | Nie awansował           | 5.      |
| styl wolny waga kogucia       | Henry Witherall      |                     | William Press p       | Nie awansował         | Nie awansował         | Nie awansował           | 9.      |
| styl wolny waga kogucia       | Fred Davis           |                     | Frederick Knight W    | Aubert Côté p         | Nie awansował         | Nie awansował           | 5.      |
| styl wolny waga kogucia       | Frederick Knight     |                     | Fred Davis p          | Nie awansował         | Nie awansował         | Nie awansował           | 9.      |
| styl wolny waga kogucia       | Burt Sansom          |                     | Guy Schwan W          | William Press p       | Nie awansował         | Nie awansował           | 5.      |
| styl wolny waga kogucia       | Guy Schwan           |                     | Burt Sansom p         | Nie awansował         | Nie awansował         | Nie awansował           | 9.      |
| styl wolny waga kogucia       | Frederick Tomkins    |                     | William Cox W         | George Saunders W     | William Press p       | Aubert Côté P           | 4.      |
| styl wolny waga kogucia       | William Cox          |                     | Frederick Tomkins p   | Nie awansował         | Nie awansował         | Nie awansował           | 9.      |
| styl wolny waga kogucia       | John Cox             |                     | Frederick Tomkins p   | Nie awansował         | Nie awansował         | Nie awansował           | 9.      |
| styl wolny waga kogucia       | George Saunders      |                     | John Cox W            | Frederick Tomkins p   | Nie awansował         | Nie awansował           | 5.      |
| styl wolny waga piórkowa      | Percy Cockings       |                     | George Dole p         | Nie awansował         | Nie awansował         | Nie awansował           | 9.      |
| styl wolny waga piórkowa      | James Webster        |                     | Walter Adams W        | George Dole p         | Nie awansował         | Nie awansował           | 5.      |
| styl wolny waga piórkowa      | Walter Adams         |                     | James Webster p       | Nie awansował         | Nie awansował         | Nie awansował           | 9.      |
| styl wolny waga piórkowa      | William McKie        |                     | wolany los            | Joseph White W        | George Dole p         | William Tagg W          | brąz    |
| styl wolny waga piórkowa      | Joseph White         |                     | William Jones W       | William McKie p       | Nie awansował         | Nie awansował           | 5.      |
| styl wolny waga piórkowa      | William Jones        |                     | Joseph White p        | Nie awansował         | Nie awansował         | Nie awansował           | 9.      |
| styl wolny waga piórkowa      | John Slim            |                     | wolny los             | Sidney Peake W        | William Tagg W        | George Dole p           | srebro  |
| styl wolny waga piórkowa      | Sidney Peake         |                     | wolny los             | John Slim p           | Nie awansował         | Nie awansował           | 5.      |
| styl wolny waga piórkowa      | William Tagg         |                     | wolny los             | Alfred Goddard W      | John Slim p           | William McKie P         | 4.      |
| styl wolny waga piórkowa      | Alfred Goddard       |                     | Risdon Couch W        | William Tagg p        | Nie awansował         | Nie awansował           | 5.      |
| styl wolny waga piórkowa      | Risdon Couch         |                     | Alfred Goddard p      | Nie awansował         | Nie awansował         | Nie awansował           | 9.      |
| styl wolny waga lekka         | George de Relwyskow  |                     | William Henson W      | William Shepherd W    | Arthur Gingell W      | William Wood W          | złoto   |
| styl wolny waga lekka         | William Henson       |                     | George de Relwyskow p | Nie awansował         | Nie awansował         | Nie awansował           | 9.      |
| styl wolny waga lekka         | William Shepherd     |                     | wolany los            | George de Relwyskow p | Nie awansował         | Nie awansował           | 5.      |
| styl wolny waga lekka         | Arthur Gingell       |                     | wolny los             | Henry Baillie W       | George de Relwyskow p | George MacKenzie W      | brąz    |
| styl wolny waga lekka         | Henry Baillie        |                     | wolny los             | Arthur Gingell p      | Nie awansował         | Nie awansował           | 5.      |
| styl wolny waga lekka         | William Wood         |                     | George Faulkner W     | John Krug W           | George MacKenzie W    | George de Relwyskow p   | srebro  |
| styl wolny waga lekka         | George Faulkner      |                     | William Wood p        | Nie awansował         | Nie awansował         | Nie awansował           | 9.      |
| styl wolny waga lekka         | John Hoy             |                     | John Krug p           | Nie awansował         | Nie awansował         | Nie awansował           | 9.      |
| styl wolny waga lekka         | George MacKenzie     |                     | Wolny los             | John McKenzie W       | William Wood p        | Arthur Gingell P        | 4.      |
| styl wolny waga lekka         | John McKenzie        |                     | Wolny los             | George MacKenzie p    | Nie awansował         | Nie awansował           | 5.      |
| styl wolny waga średnia       | Stanley Bacon        |                     | Horace Chenery W      | Aubrey Coleman W      | Fred Beck W           | George de Relwyskow W   | złoto   |
| styl wolny waga średnia       | Horace Chenery       |                     | Stanley Bacon p       | Nie awansował         | Nie awansował         | Nie awansował           | 9.      |
| styl wolny waga średnia       | Aubrey Coleman       |                     | Arthur Wallis W       | Stanley Bacon p       | nie awansował         | nie awansował           | 5.      |
| styl wolny waga średnia       | Arthur Wallis        |                     | Aubrey Coleman p      | Nie awansował         | Nie awansował         | Nie awansował           | 9.      |
| styl wolny waga średnia       | Fred Beck            |                     | wolny los             | Fred Narganes W       | Stanley Bacon p       | Carl Andersson W        | brąz    |
| styl wolny waga średnia       | George de Relwyskow  |                     | Harry Challstorp W    | Edgar Bacon W         | Carl Andersson W      | Stanley Bacon p         | srebro  |
| styl wolny waga średnia       | Edgar Bacon          |                     | Gerald Bradshaw W     | George de Relwyskow p | Nie awansował         | Nie awansował           | 5.      |
| styl wolny waga średnia       | Gerald Bradshaw      |                     | Edgar Bacon p         | Nie awansował         | Nie awansował         | Nie awansował           | 9.      |
| styl wolny waga ciężka        | Con O’Kelly Sr.      |                     | Lee Talbott W         | Henry Foskett W       | Ned Barrett W         | Jacob Gundersen W       | złoto   |
| styl wolny waga ciężka        | Henry Foskett        |                     | Wolny los             | Con O’Kelly Sr. p     | Nie awansował         | Nie awansował           | 5.      |
| styl wolny waga ciężka        | Ned Barrett          |                     | Wolny los             | Cyril Brown W         | Con O’Kelly Sr. p     | Ernest Nixson W         | brąz    |
| styl wolny waga ciężka        | William West         |                     | Jacob Gundersen p     | Nie awansował         | Nie awansował         | Nie awansował           | 9.      |
| styl wolny waga ciężka        | Frederick Humphreys  |                     | Wolny los             | Jacob Gundersen p     | Nie awansował         | Nie awansował           | 5.      |
| styl wolny waga ciężka        | Ernest Nixson        |                     | Wolny los             | Louis Bruce W         | Jacob Gundersen p     | Ned Barrett W           | 4.      |
| styl wolny waga ciężka        | Louis Bruce          |                     | Alfred Banbrook W     | Ernest Nixson p       | nie awansował         | nie awansował           | 5.      |
| styl wolny waga ciężka        | Alfred Banbrook      |                     | Louis Bruce p         | Nie awansował         | Nie awansował         | Nie awansował           | 9.      |
| styl wolny waga ciężka        | Cyril Brown          |                     | wolny los             | Ned Barrett p         | Nie awansował         | Nie awansował           | 5.      |

### Żeglarstwo
| Zawodnik | Konkurencja     | Wyścig           | Wyścig            | Wyścig             | Punkty | Finałowa pozycja |
| Zawodnik | Konkurencja     | Wyścig I miejsce | Wyścig II miejsce | Wyścig III miejsce | Punkty | Finałowa pozycja |
| --- | --------------- | ---------------- | ----------------- | ------------------ | ------ | ---------------- |
| Gilbert Laws Thomas McMeekin Charles Crichton] | klasa 6 metrów  | 1.               | 1.                | 1.                 | 7      | złoto            |
| Johan Leuchars William Leuchars Frank Smith | klasa 6 metrów  | 2.               | 3.                | 4.                 | 3      | 4.               |
| Charles Rivett-Carnac Norman Bingley Richard Dixon Frances Rivett-Carnac                                                                                       | klasa 7 metrów  | 1.               | 1.                |                    | 6      | złoto            |
| Blair Cochrane Charles Campbell John Rhodes Henry Sutton Arthur Wood                                                                                           | klasa 8 metrów  | 1.               | 1.                | 4.                 | 6      | złoto            |
| Philip Hunloke Alfred Hughes Frederick Hughes George Ratsey William Ward Constance Lewes                                                                       | klasa 8 metrów  | 2.               | 3.                | 2.                 | 5      | brąz             |
| Thomas Glen-Coats John Downes John Aspin John Buchanan James Bunten Arthur Downes David Dunlop John Mackenzie Albert Martin Thomas Tait                        | klasa 12 metrów | 1.               | 1.                |                    | 6      | złoto            |
| Charles MacIver James Kenion John Adam James Baxter William Davidson John Jellico Thomas Littledale Charles Ronald MacIver Colin McLeod Robertson James Spence | klasa 12 metrów | 2.               | 2.                |                    | 4      | srebro           |